# Peperomia

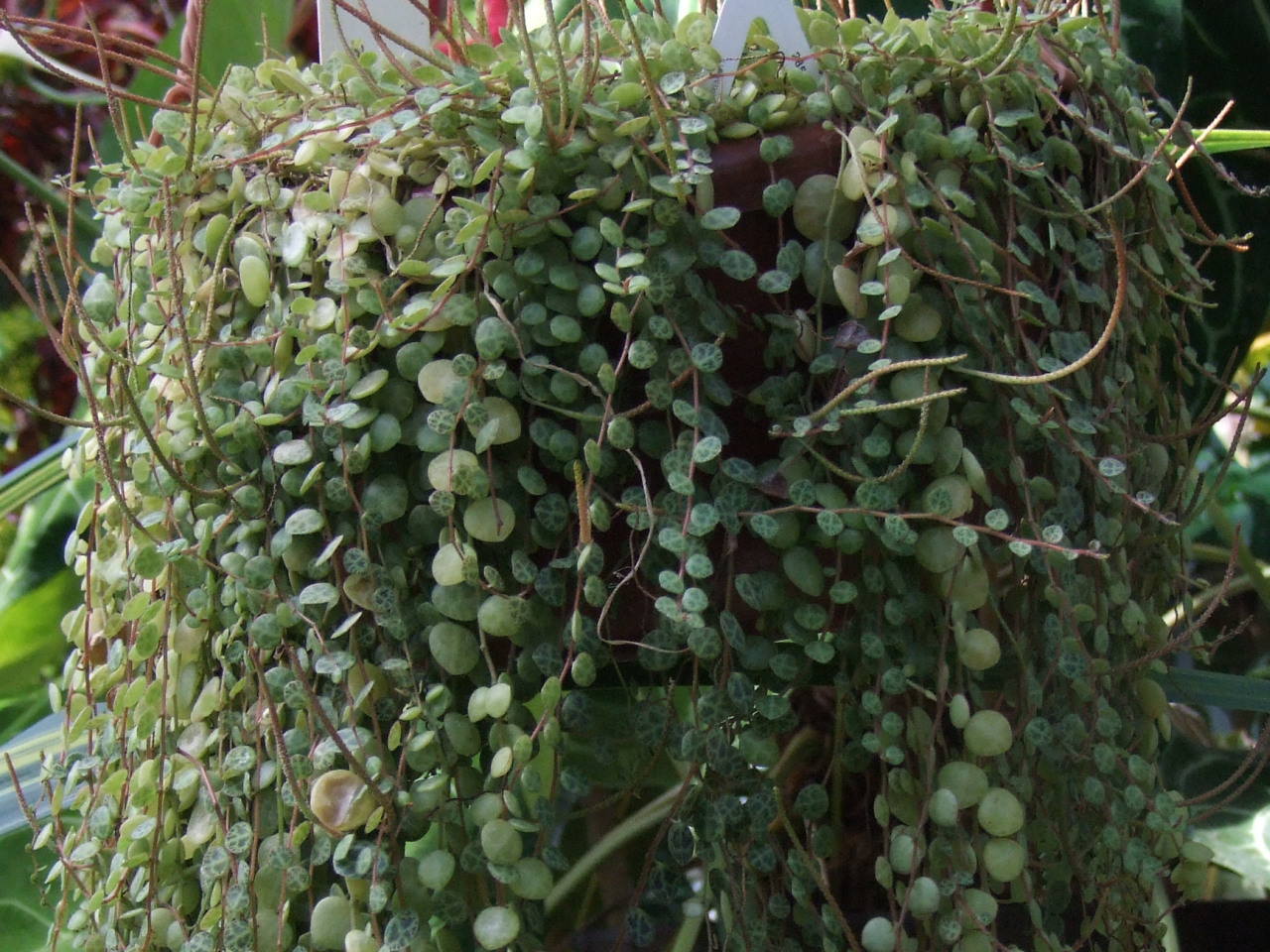
Peperomia prostrata

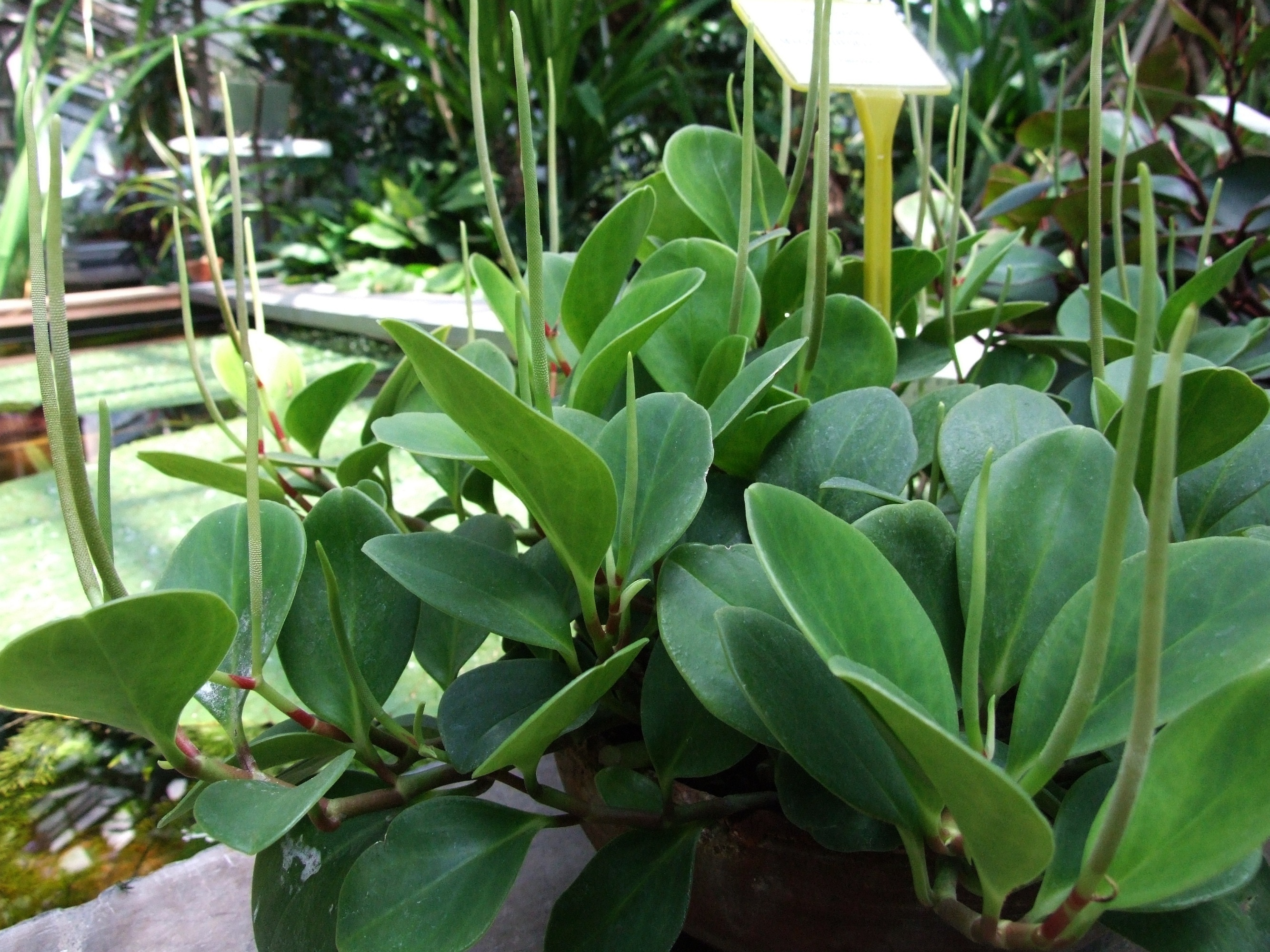
Peperomia magnoliolistna

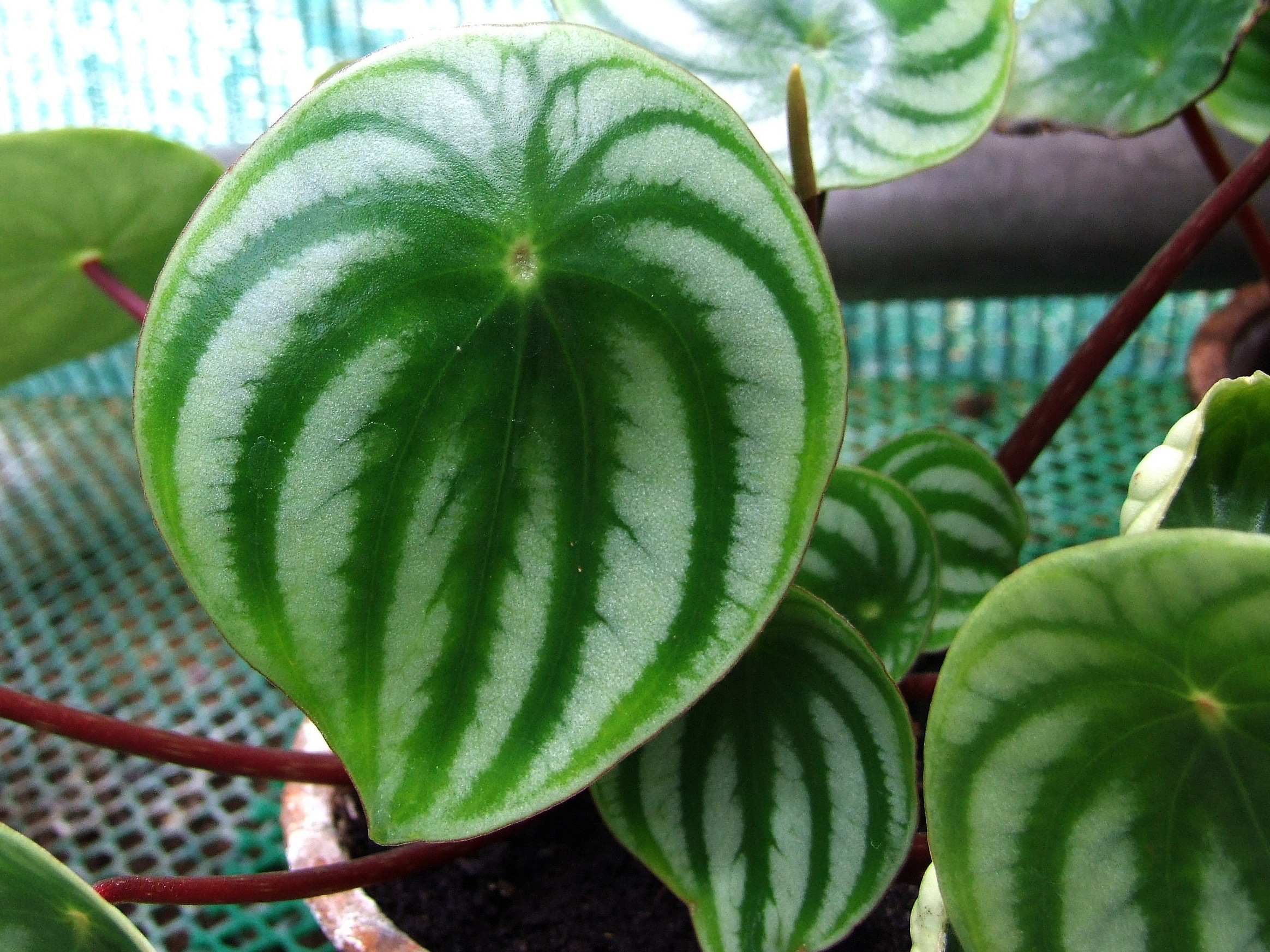
Peperomia srebrzysta

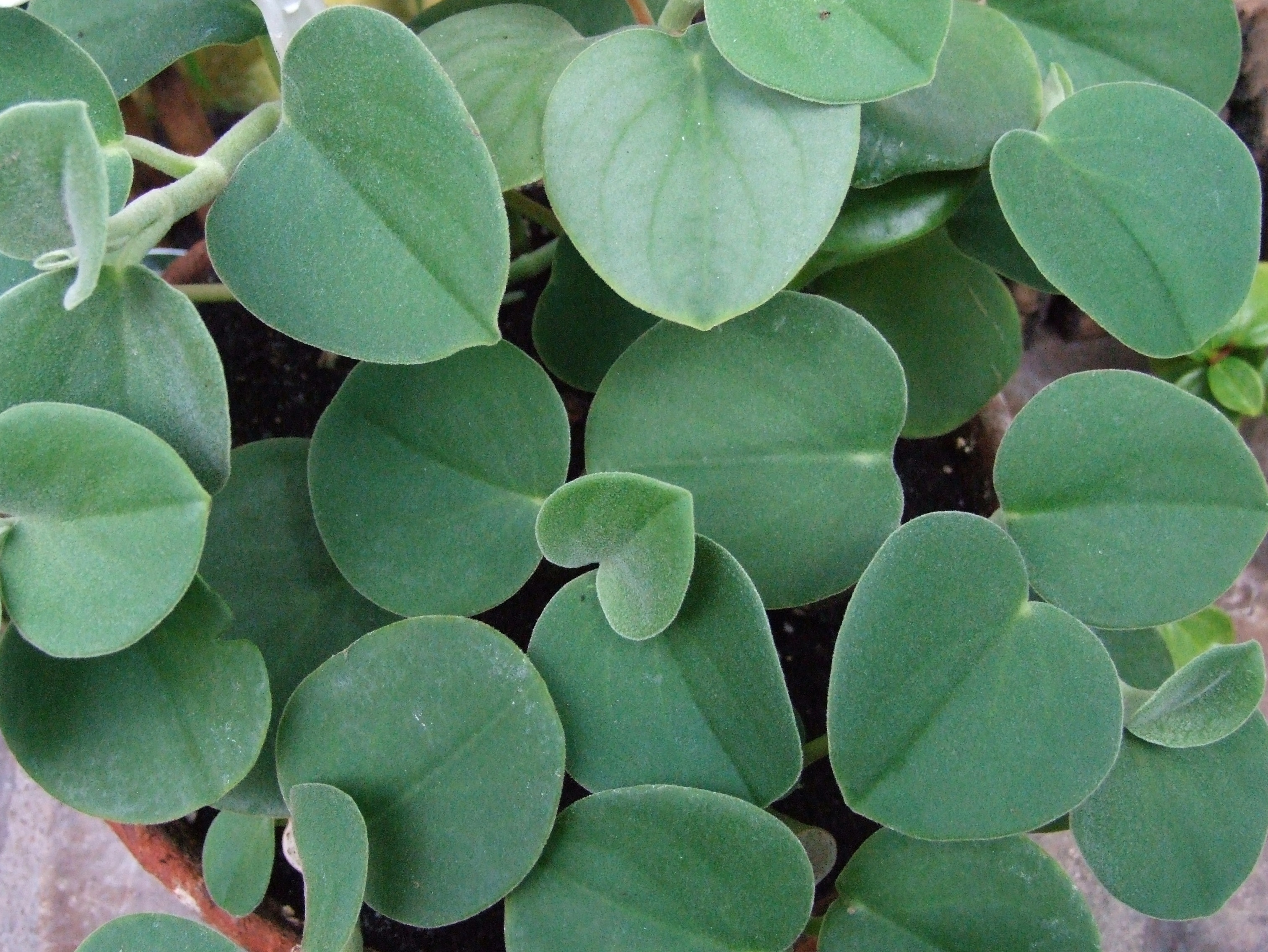
Peperomia szara

Peperomia, pieprzówka (Peperomia) – rodzaj roślin z rodziny pieprzowatych. Liczba gatunków w niektórych ujęciach systematycznych przekracza 1,4 tysiąca. Zasięg rodzaju obejmuje całą strefę międzyzwrotnikową, sięgając też stref umiarkowanych w południowej części Ameryki Południowej, Afryki, w Nowej Zelandii oraz w Japonii na półkuli północnej. Rodzaj najbardziej zróżnicowany jest w tropikach Ameryki Południowej i Środkowej oraz w południowej Azji, nieliczne gatunki z kolei rosną w Afryce. Rośliny te rosną na dnie wilgotnych lasów deszczowych, jako epifity na drzewach, a także na skałach.
Liczne gatunki uprawiane są w klimacie ciepłym jako rośliny ogrodowe, a w klimacie chłodnym jako rośliny pokojowe i szklarniowe. 

## Morfologia
PokrójRośliny zielne, zarówno jednoroczne, jak i (zazwyczaj) byliny, ale także pnącza i liany. Pędy wzniesione, płożące się lub podnoszące, często korzeniące się w węzłach, o łodygach nierzadko mięsistych, nagich lub owłosionych.
LiściePojedyncze, zazwyczaj nagie, rzadziej owłosione, wyrastające skrętolegle, naprzeciwlegle lub w okółkach. Blaszki gładkie lub pomarszczone, u niektórych gatunków i kultywarów purpurowo-fioletowe, mają żółte lub białe plamki i paski. Blaszki zwykle eliptyczne lub sercowate, natomiast wyżej położone liście (przykwiatowe), nierzadko tarczowate.
KwiatyBardzo drobne, zielono-żółte, zebrane w zbite, cienkie i długie kłosy, czasem w grubsze kolby, wyrastające na szczytach wzniesionych i skąpo ulistnionych gałązek, pojedynczo, parami lub w skupieniach. Kwiaty są obupłciowe, siedzące lub wgłębione w osi kwiatostanu. Pozbawione są okwiatu, pręciki są dwa, o krótkich nitkach i kulistawych, eliptycznych luib walcowatych pylnikach. Zalążnia jest jednokomorowa, z jednym zalążkiem i jednym szczytowym lub bocznym znamieniem, rzadko rozwidlonym.
OwoceDrobny, lepki orzeszek kształtu kulistego, jajowatego lub gruszkowatego, z prostym lub zagiętym dzióbkiem.

## Genetyka i anatomia
Podstawowa liczba chromosomów n wynosi 11, przy czym u większości gatunków liczba ta jest zwielokrotniona.
Podczas rozwoju woreczka zalążkowego po podziale komórki jajowej na cztery jądra potomne, każde dzieli się jeszcze dwukrotnie i w efekcie powstaje aż 16 jąder woreczka zalążkowego. Wyróżnia się też zalążek tych roślin z powodu obecności trzech integumentów.

## Systematyka
Pozycja systematyczna według Angiosperm Phylogeny Website (aktualizowany system APG IV z 2016)
Rodzaj Peperomia należy do podrodziny Piperoideae w rodzinie pieprzowatych (Piperaceae) i jest taksonem siostrzanym dla rodzaju pieprz (Piper). Rodzina jest z kolei siostrzaną dla kokornakowatych (Aristolochiaceae) i wraz z nią należy do rzędu pieprzowców (Piperales), jednego z czterech w grupie magnoliowych (Magnolioidae) w obrębie okrytonasiennych.
Wykaz gatunków
Niektóre gatunki
- Peperomia argyreia (Miq.) E. Morren – peperomia srebrzysta
- Peperomia caperata Yunck. – peperomia kędzierzawa
- Peperomia elongata Kunth
- Peperomia galioides Kunth
- Peperomia glabella (Sw.) A. Dietr. – peperomia gładka
- Peperomia clusiifolia (Jacq.) Hook. – peperomia kluzjolistna
- Peperomia hirta C. DC.
- Peperomia incana A. Dietr. – peperomia szara
- Peperomia magnoliifolia (Jacq.) A. Dietr. – peperomia magnoliolistna
- Peperomia marmorata Hook. F
- Peperomia myrtifolia (Vahl) A. Dietr.
- Peperomia meridana Yunck.
- Peperomia obtusifolia (L.) A. Dietr. – peperomia tępolistna
- Peperomia pereskiifolia (Jacq.) Kunth
- Peperomia rotundifolia (L.) Kunth
- Peperomia serpens (Sw.) Loudon. – peperomia rozesłana
- Peperomia tetragona Ruiz & Pav.
- Peperomia trifolia (L.) A. Dietr.

(Nazwy naukowe na podstawie The Plant List, nazwy polskie na podstawie publikacji ogrodniczych)

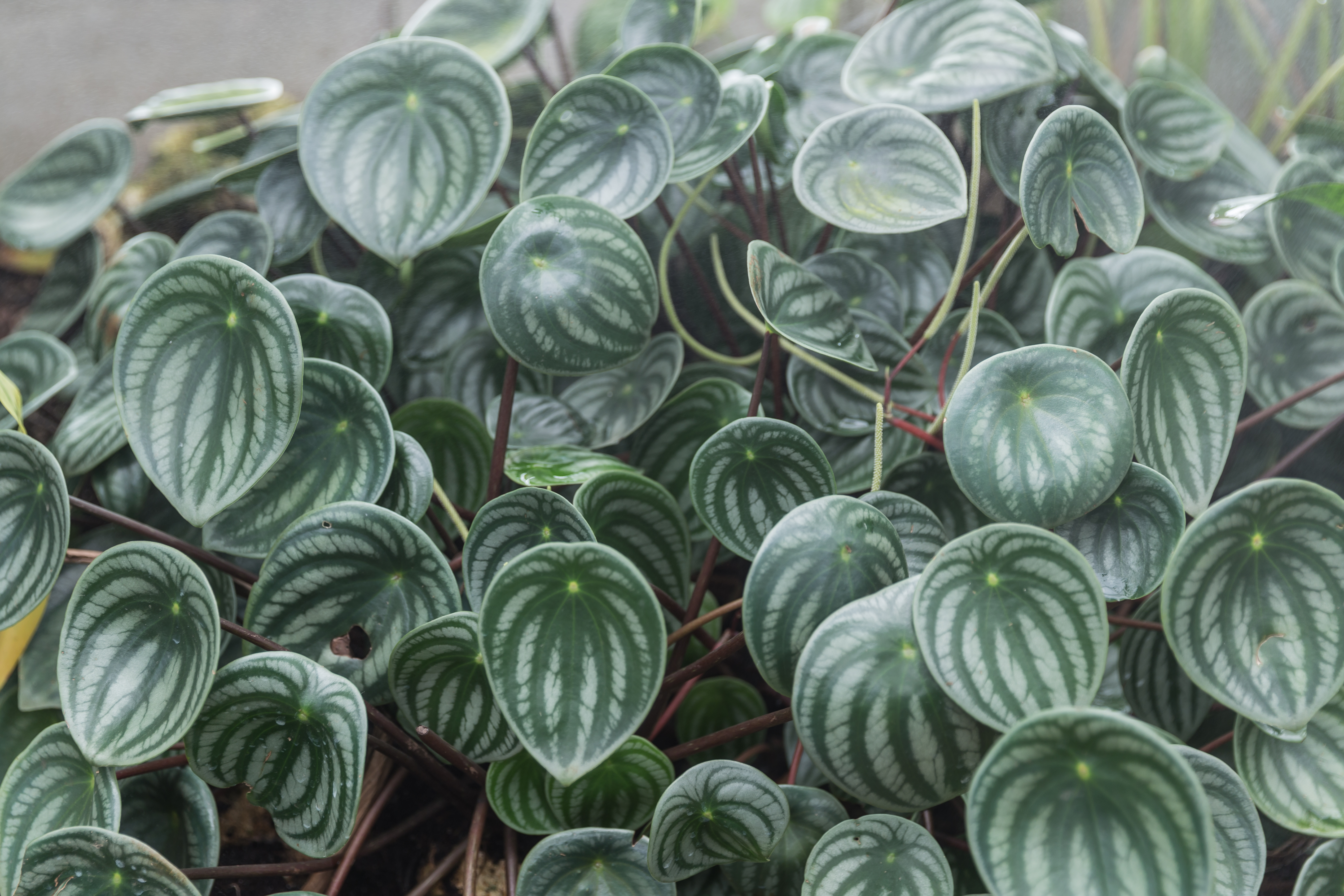
P. argyreia
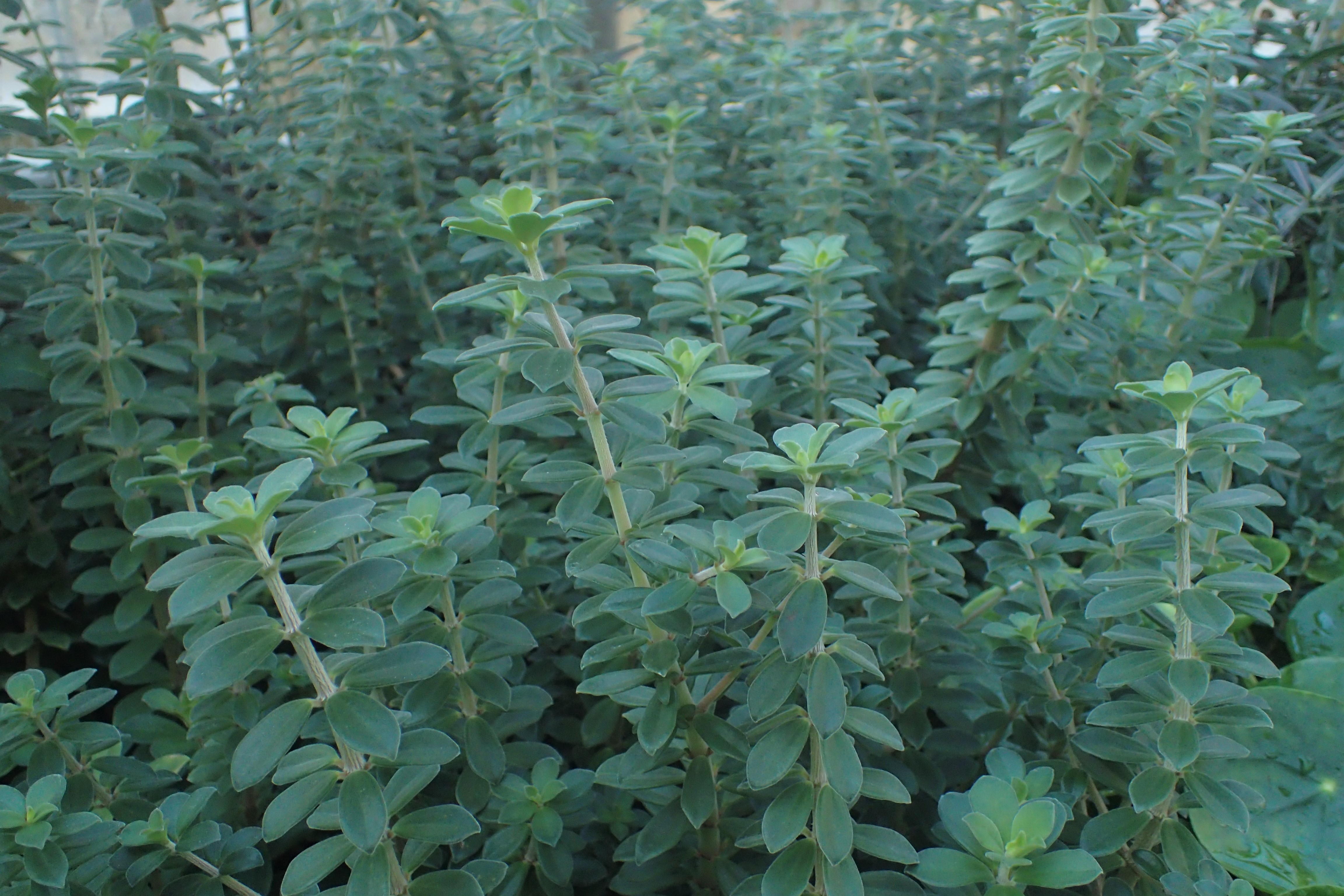
P. camptotricha
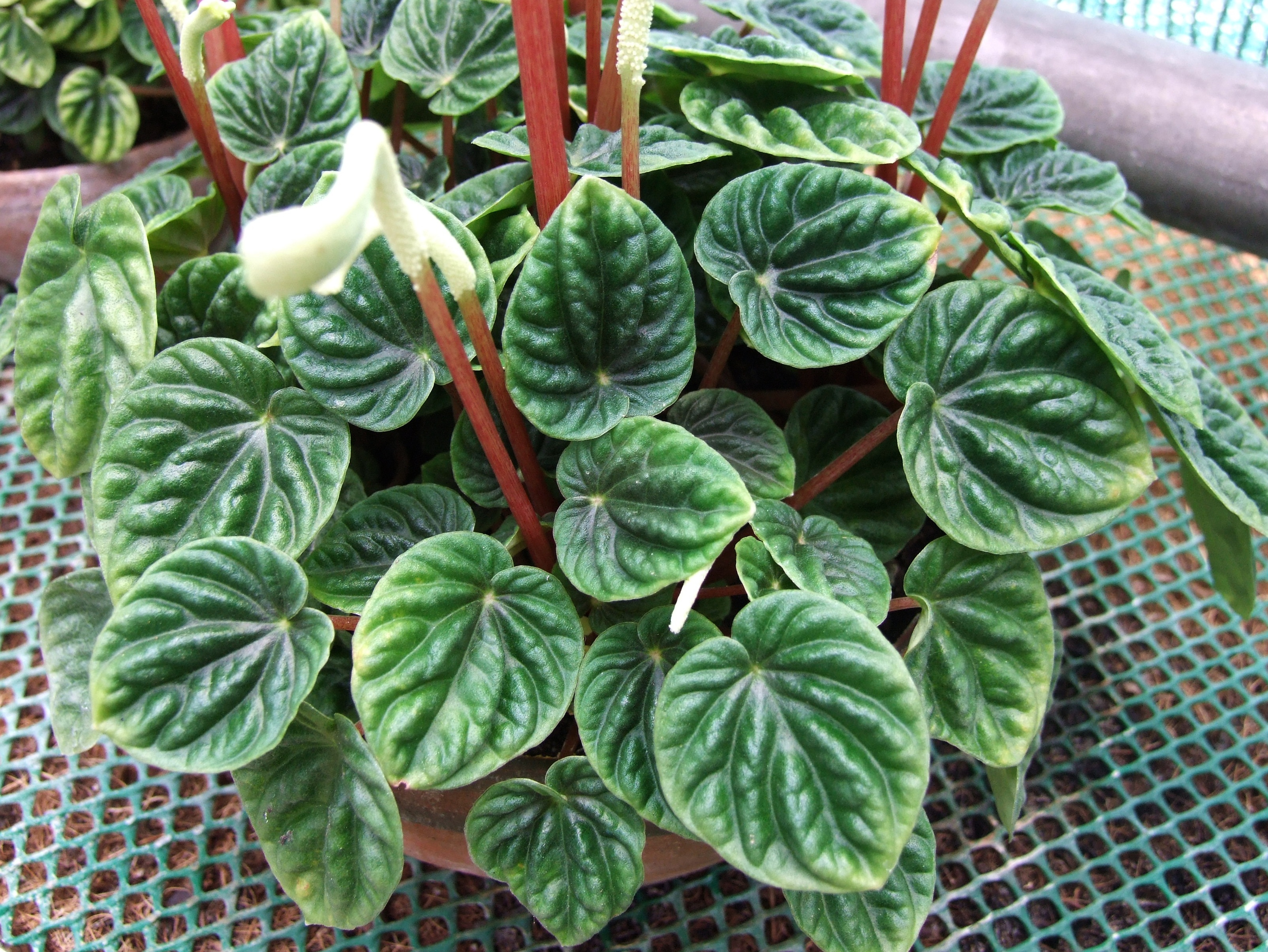
P. caperata
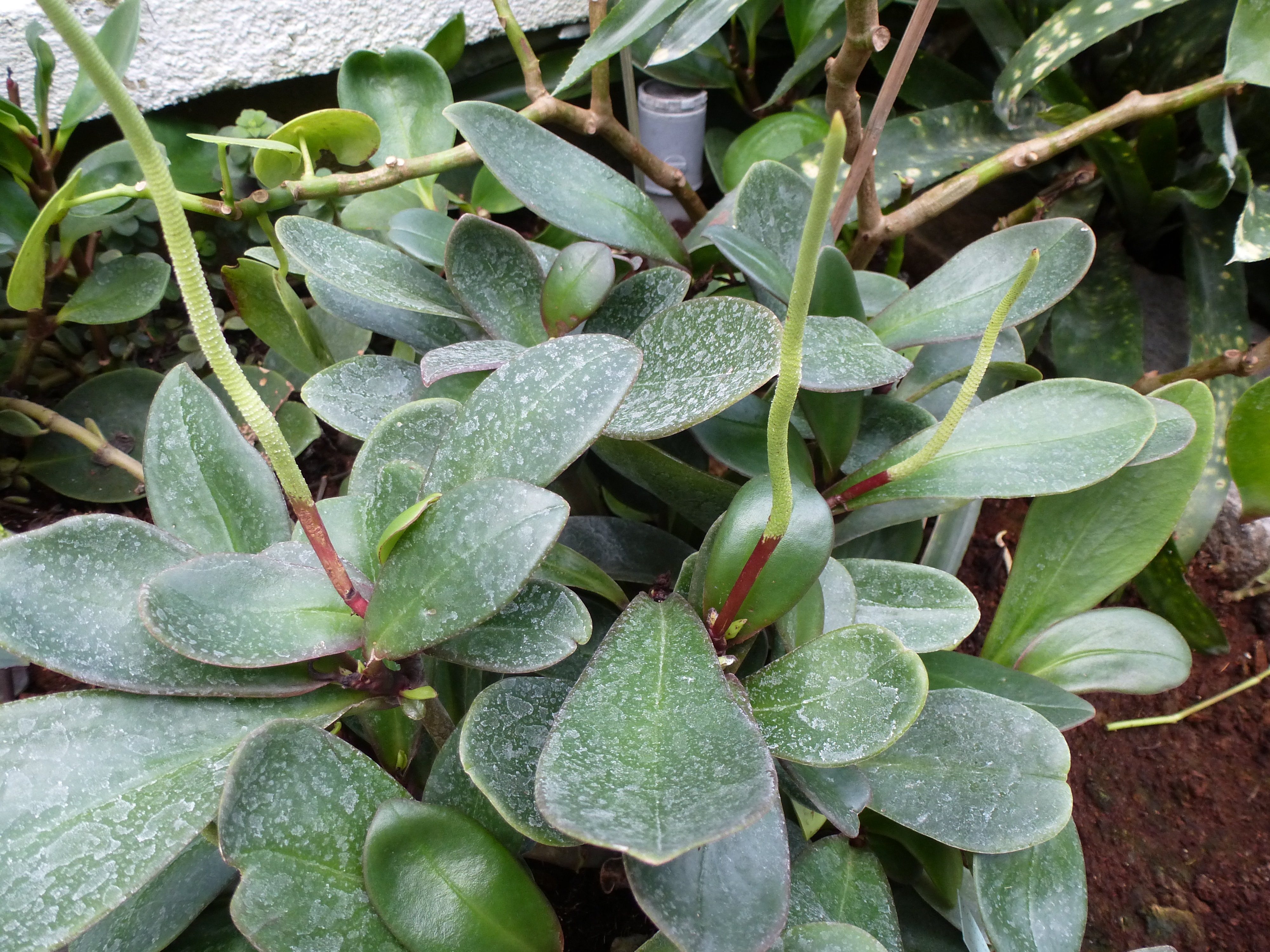
P. clusiifolia
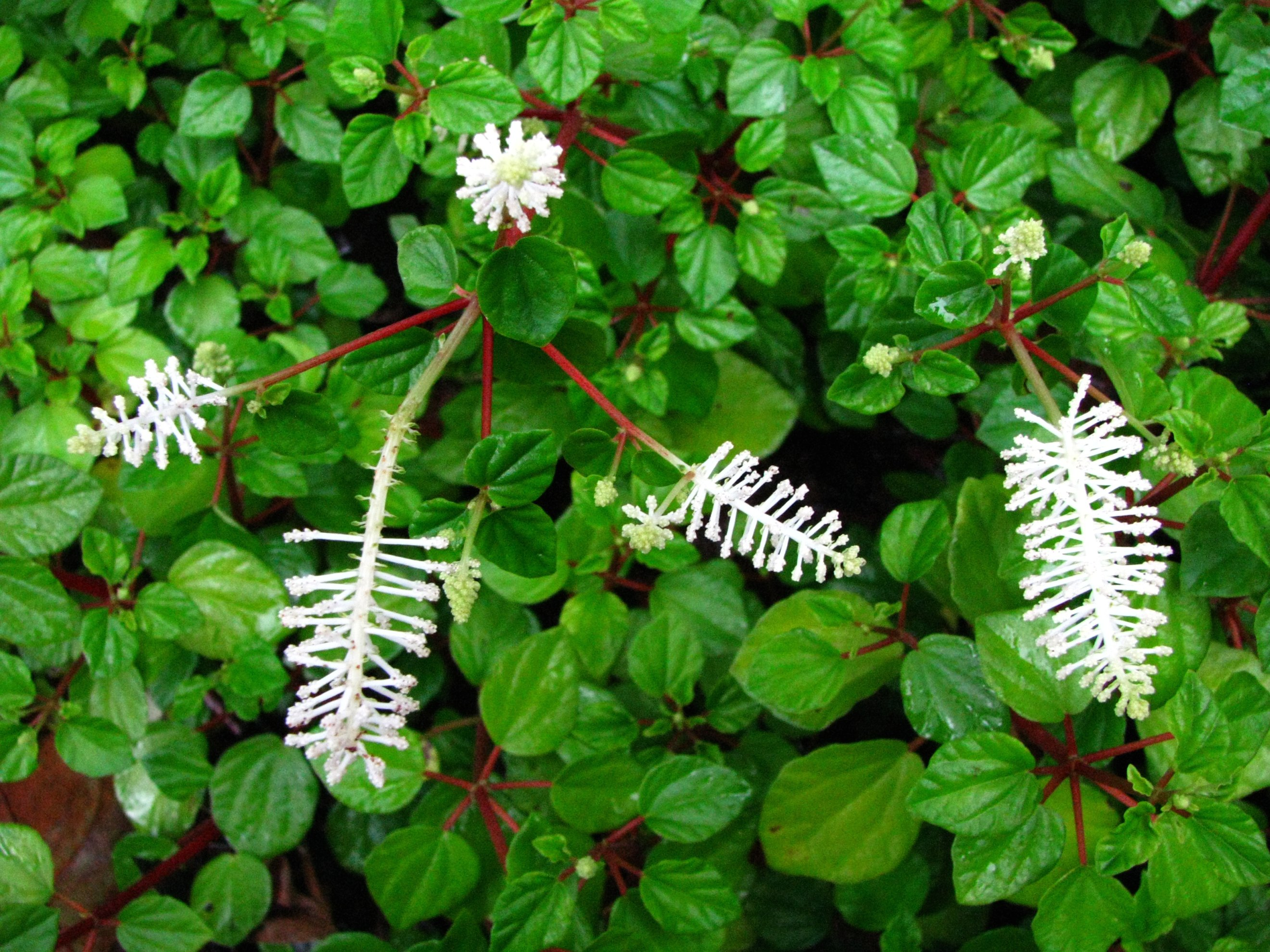
P. fraseri
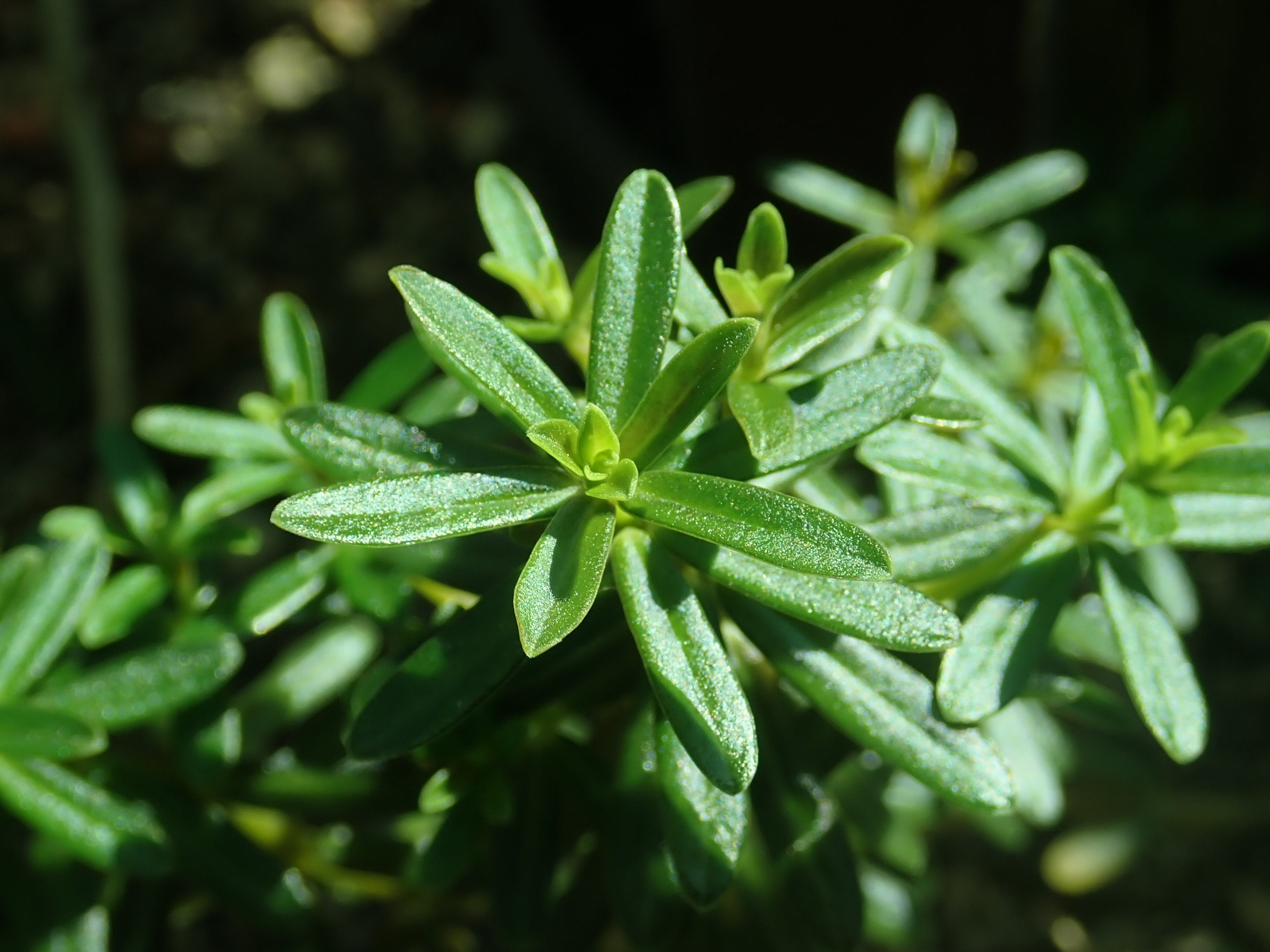
P. galioides
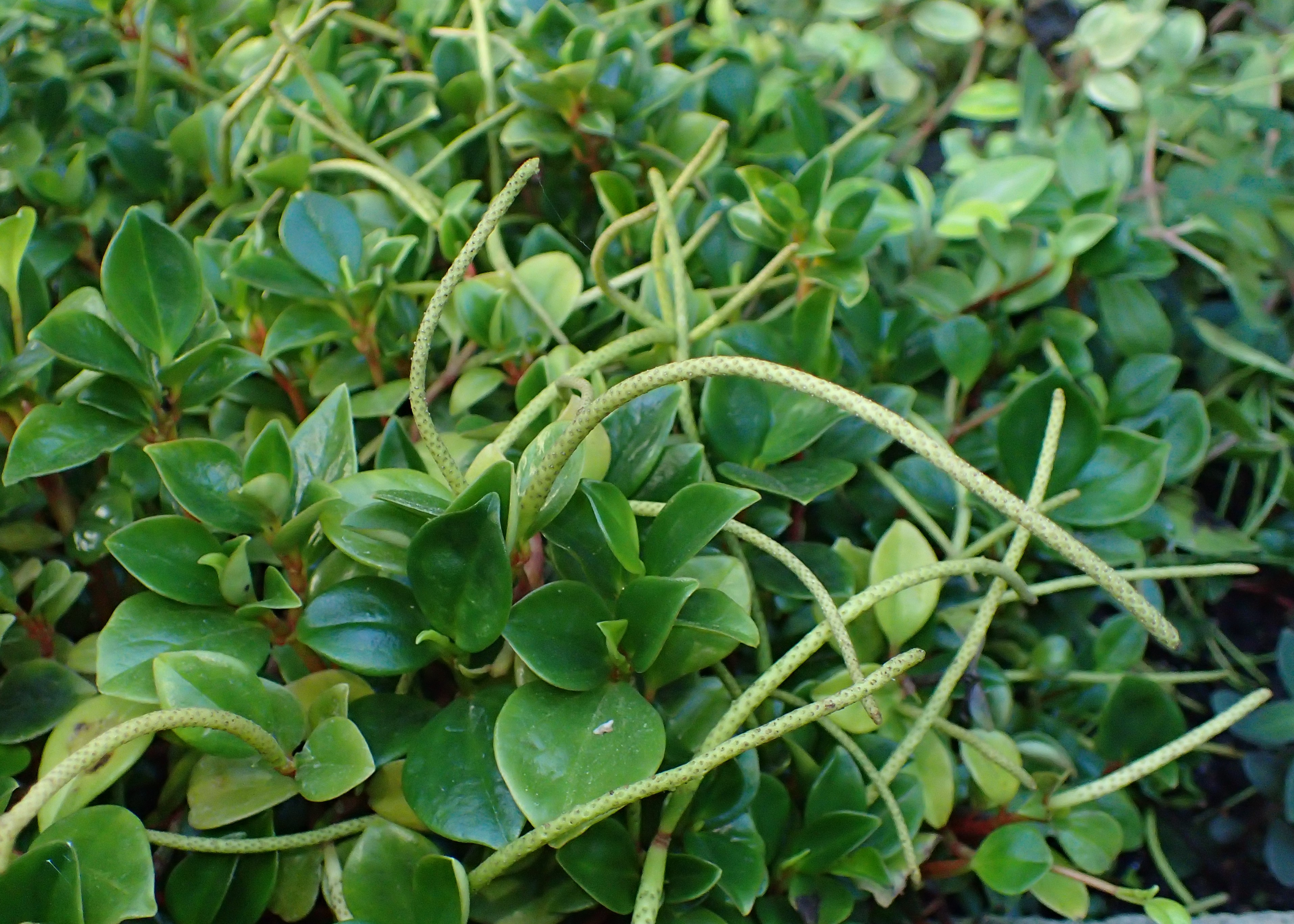
P. glabella
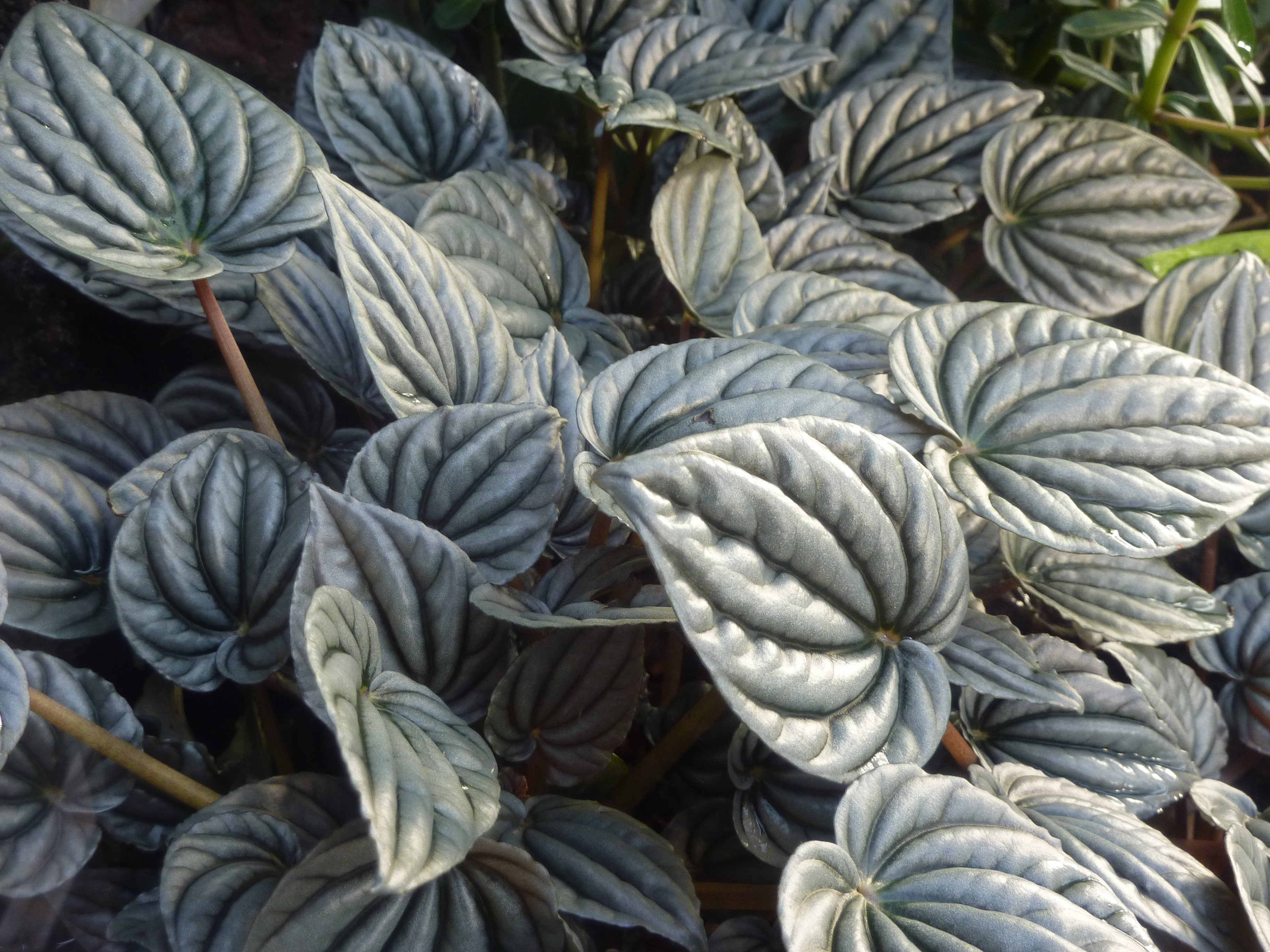
P. griseoargentea
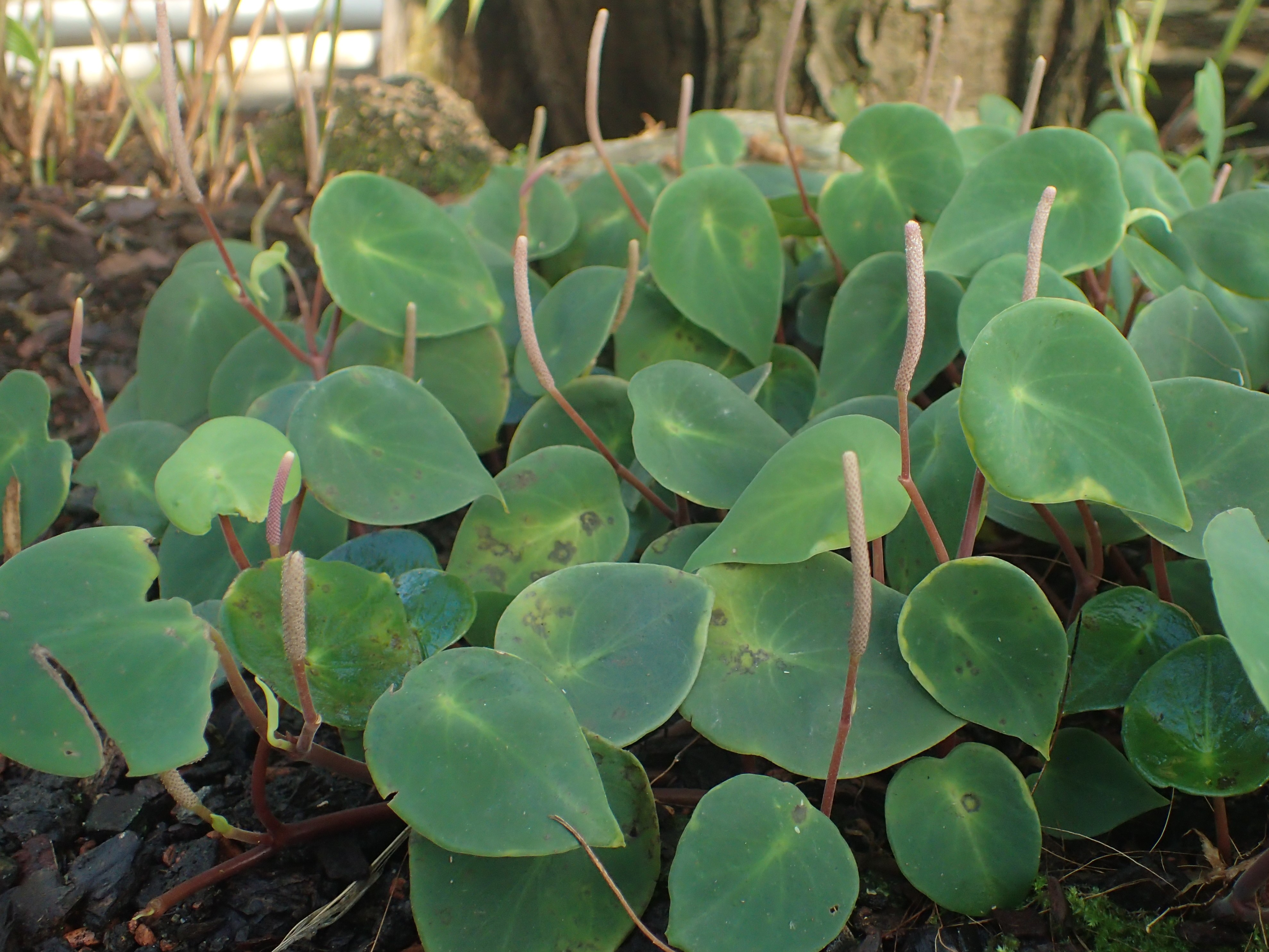
P. hernandiifolia
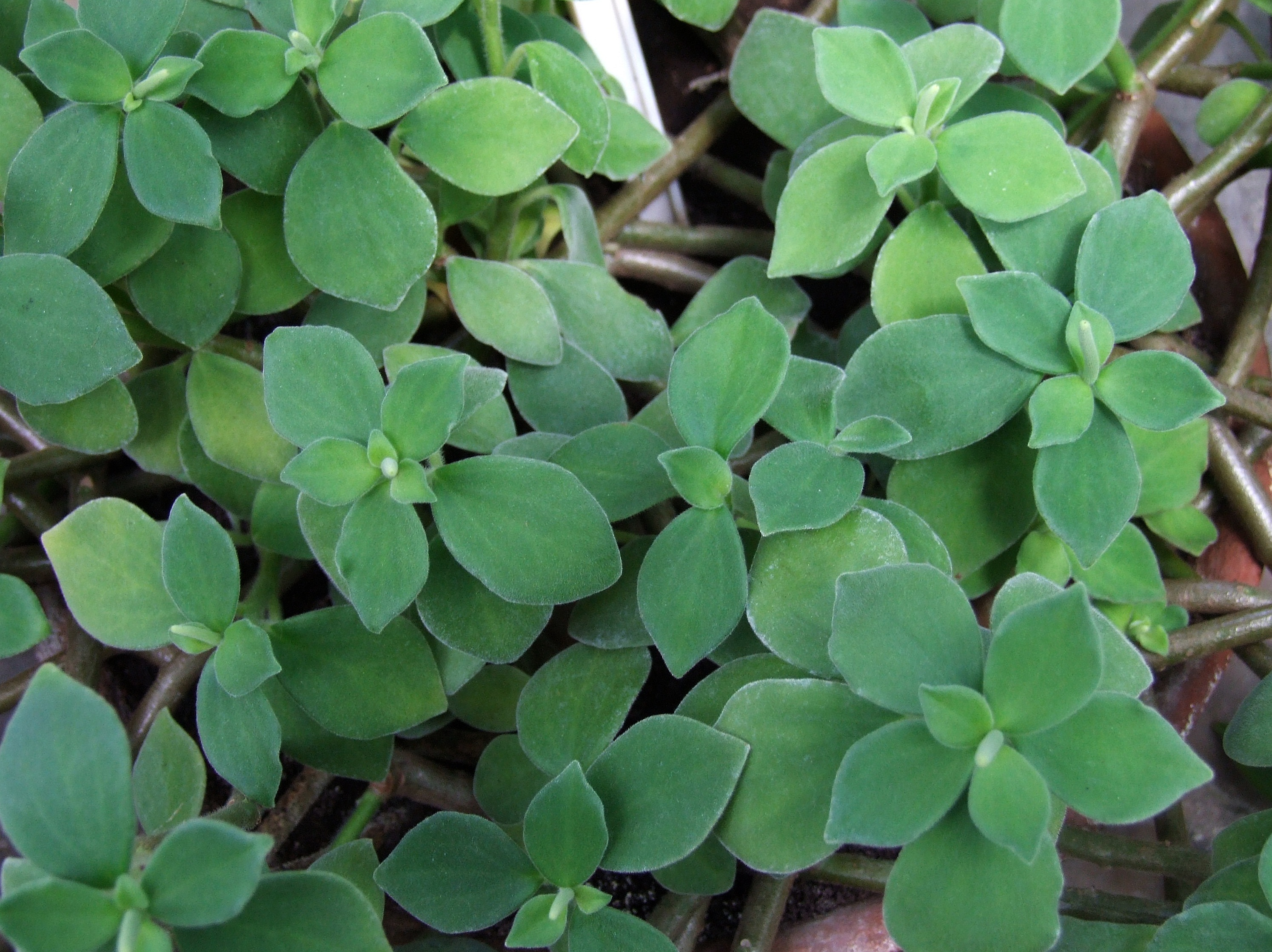
P. hirta
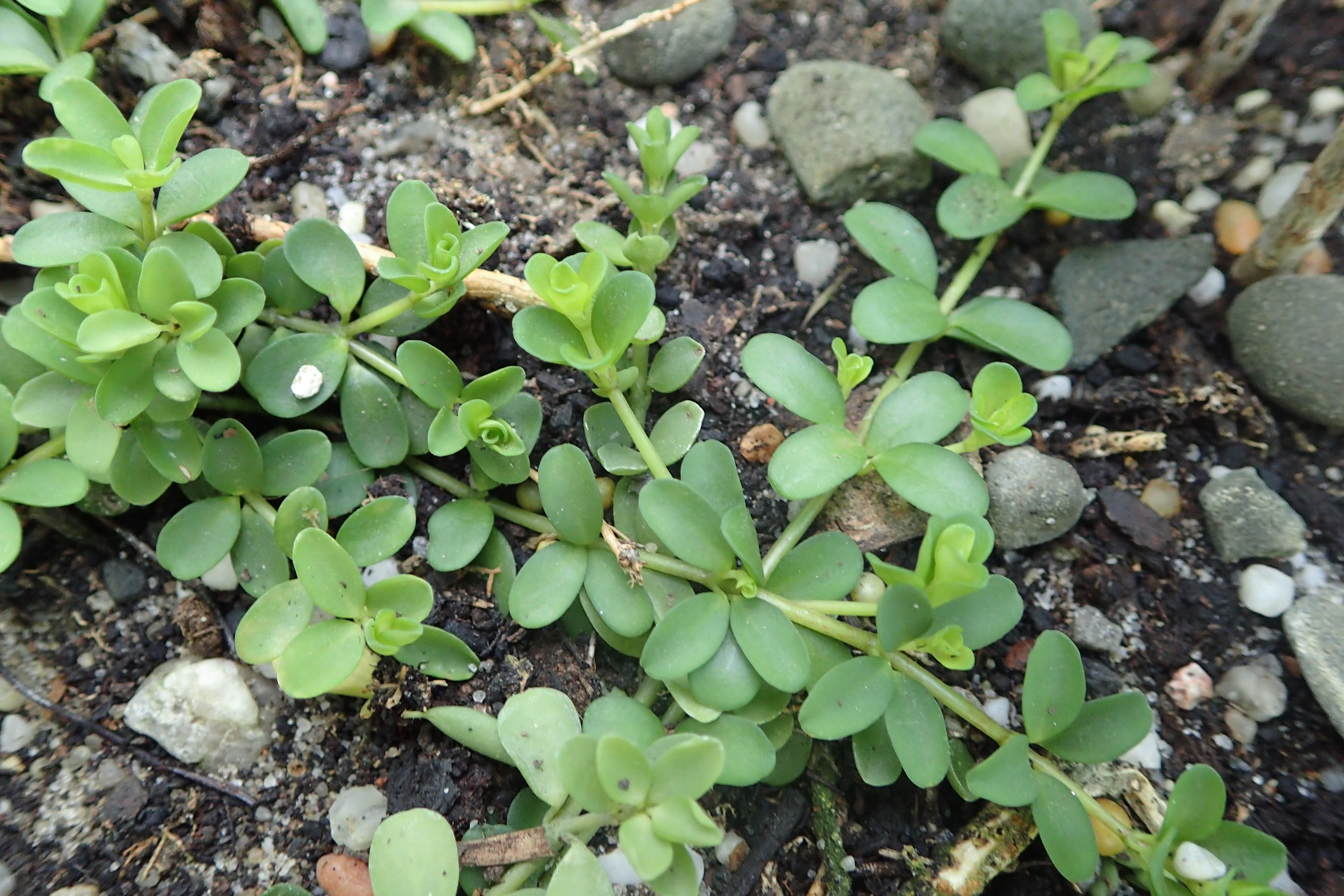
P. hoffmannii
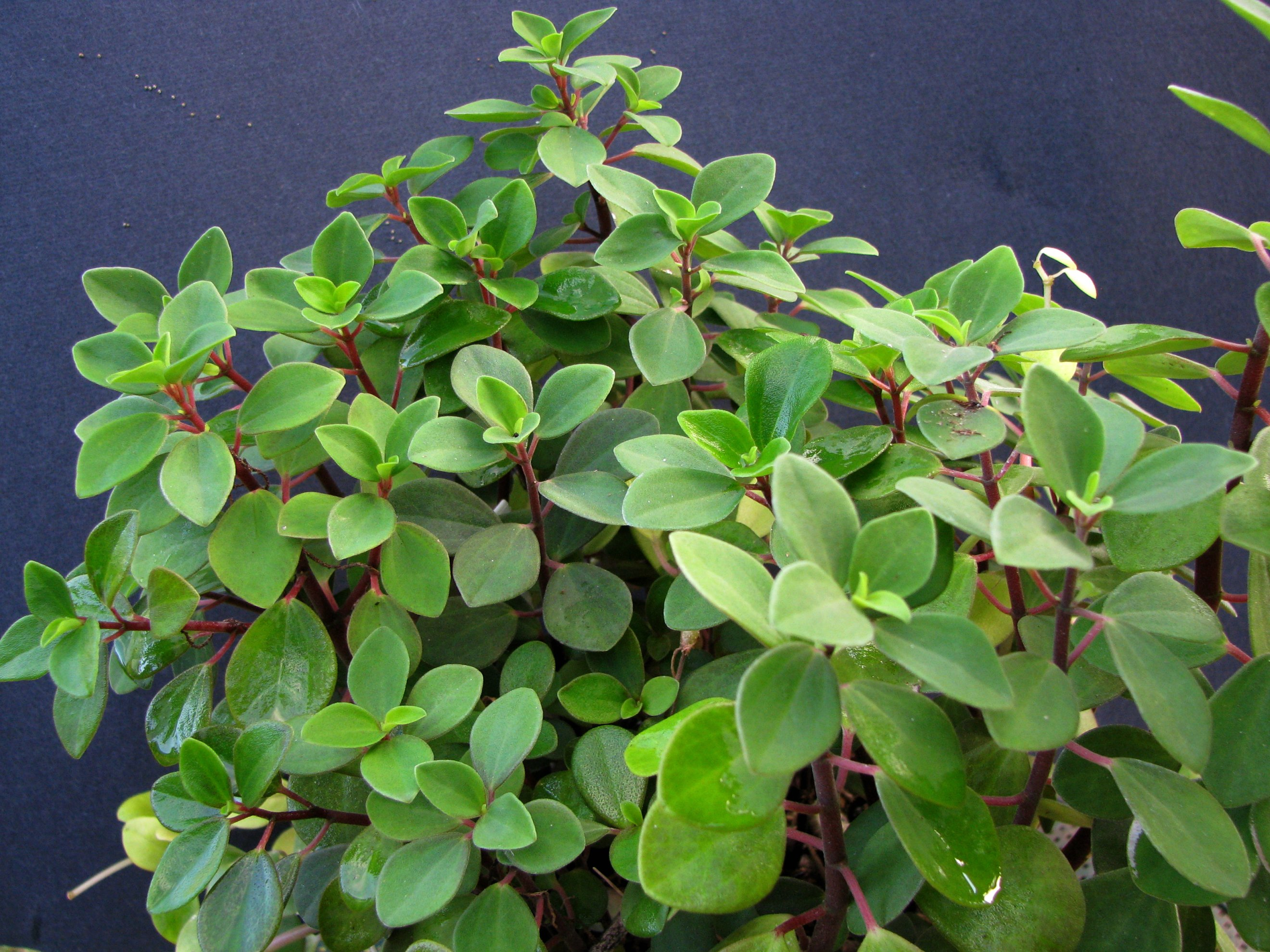
P. humilis
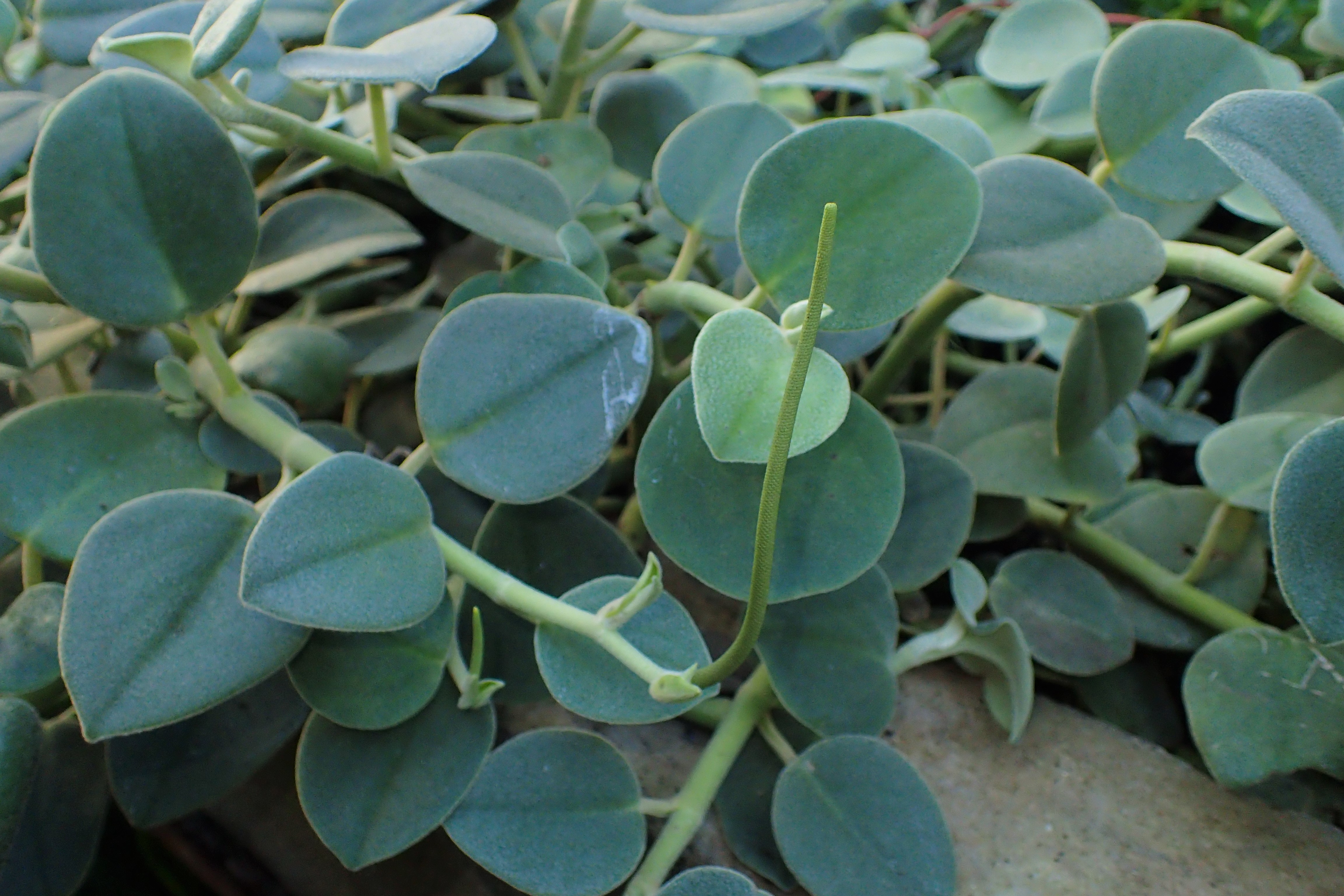
P. incana
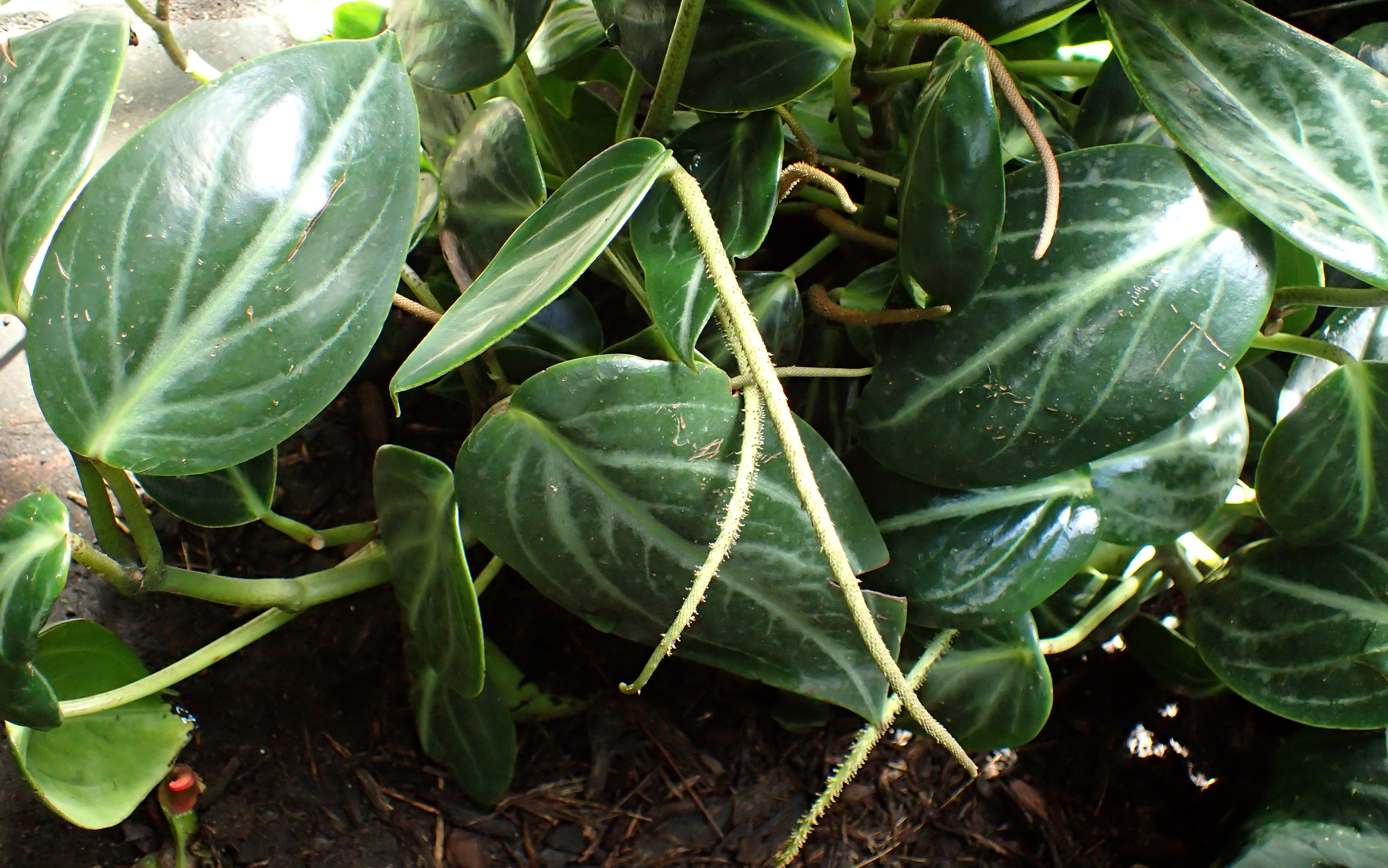
P. maculosa
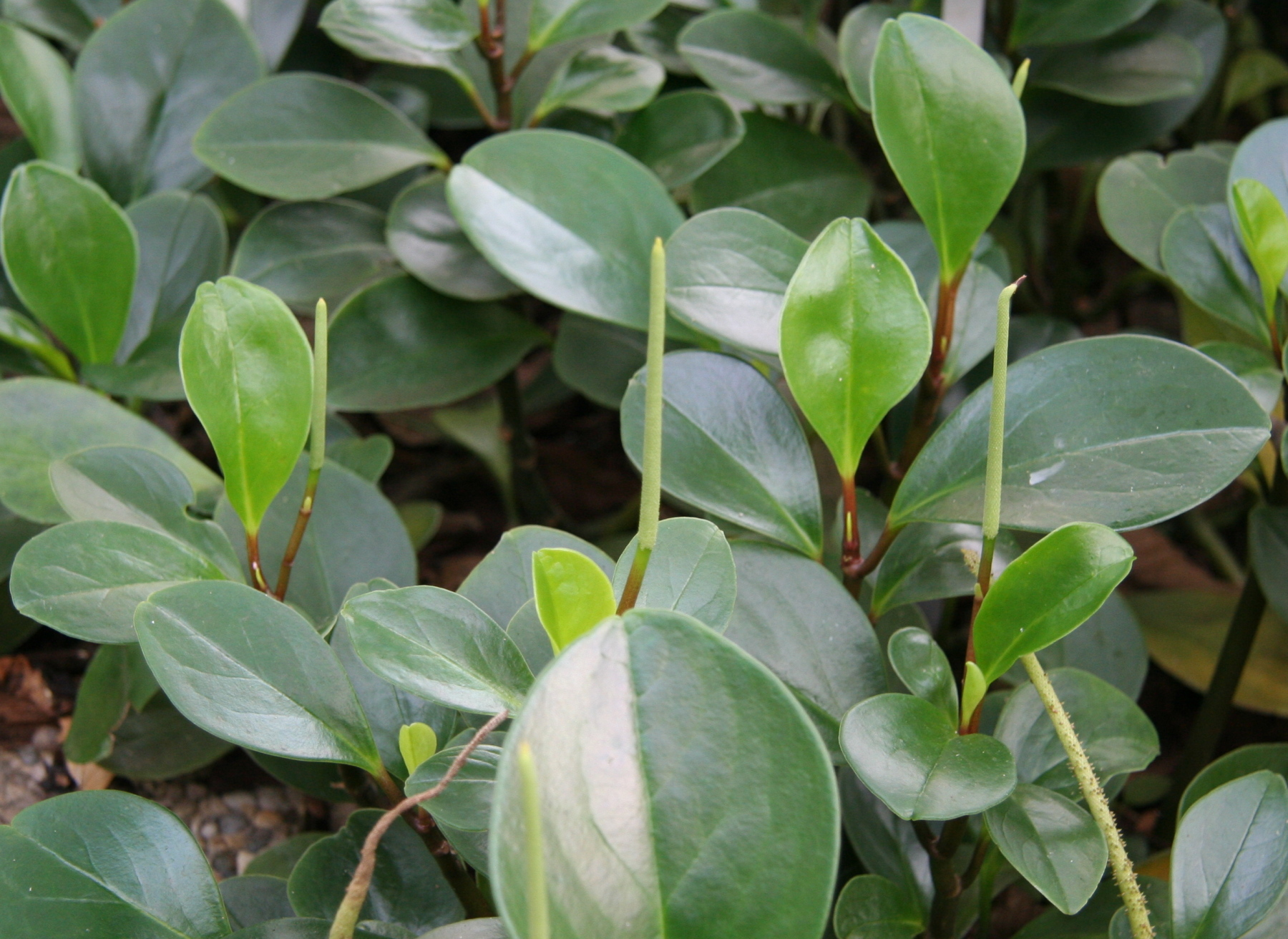
P. magnoliifolia
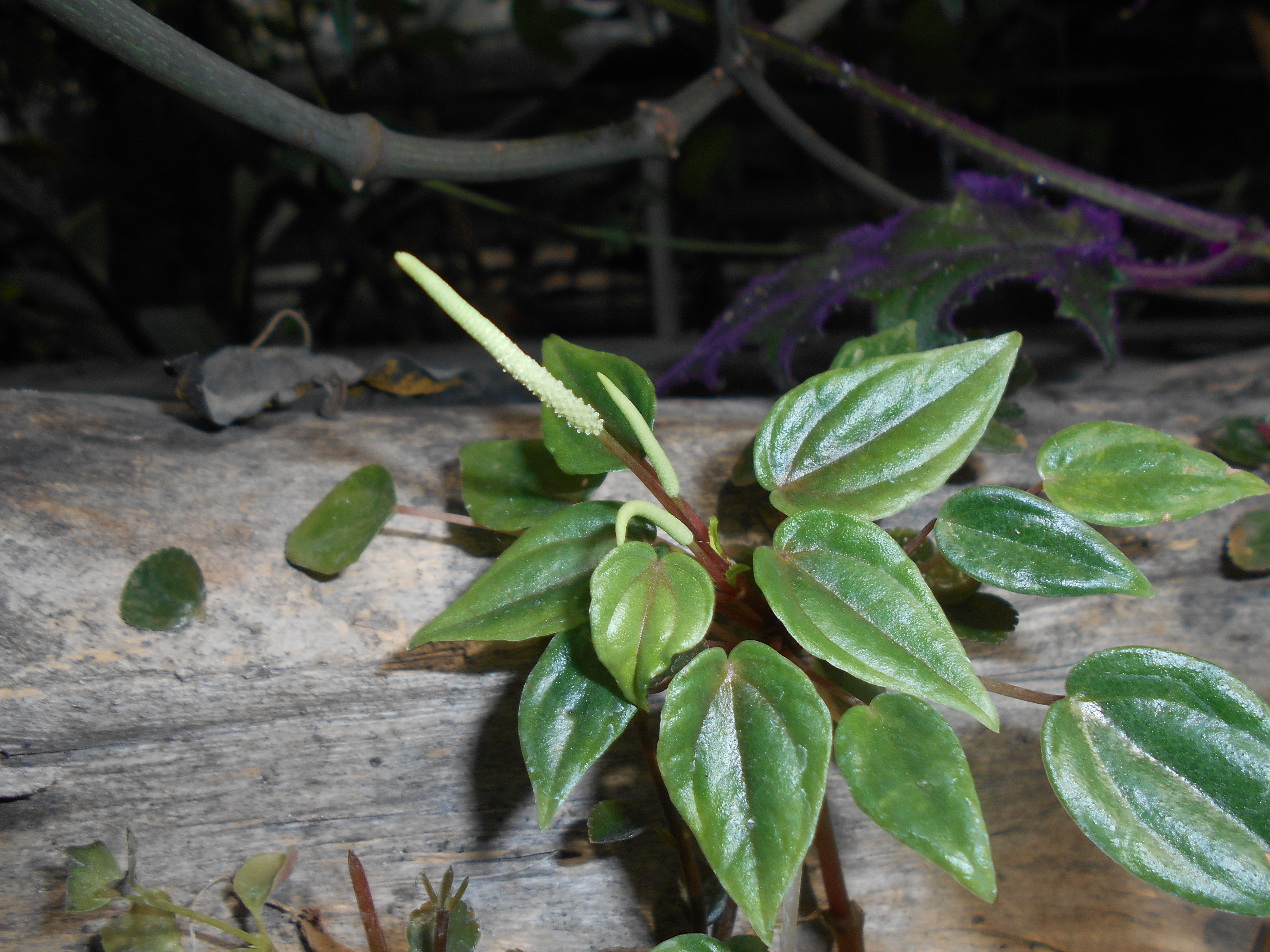
P. marmorata
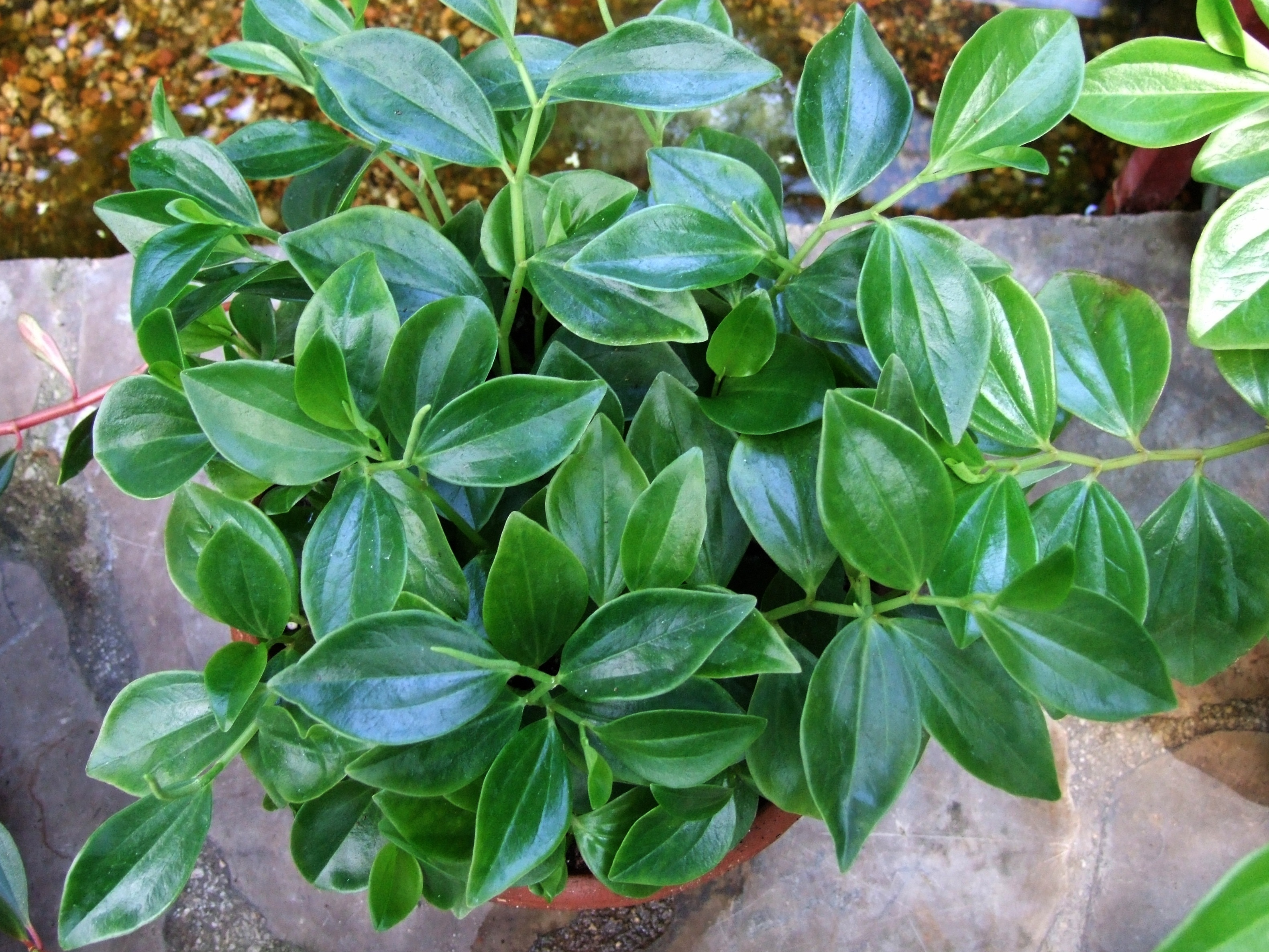
P. myrtifolia
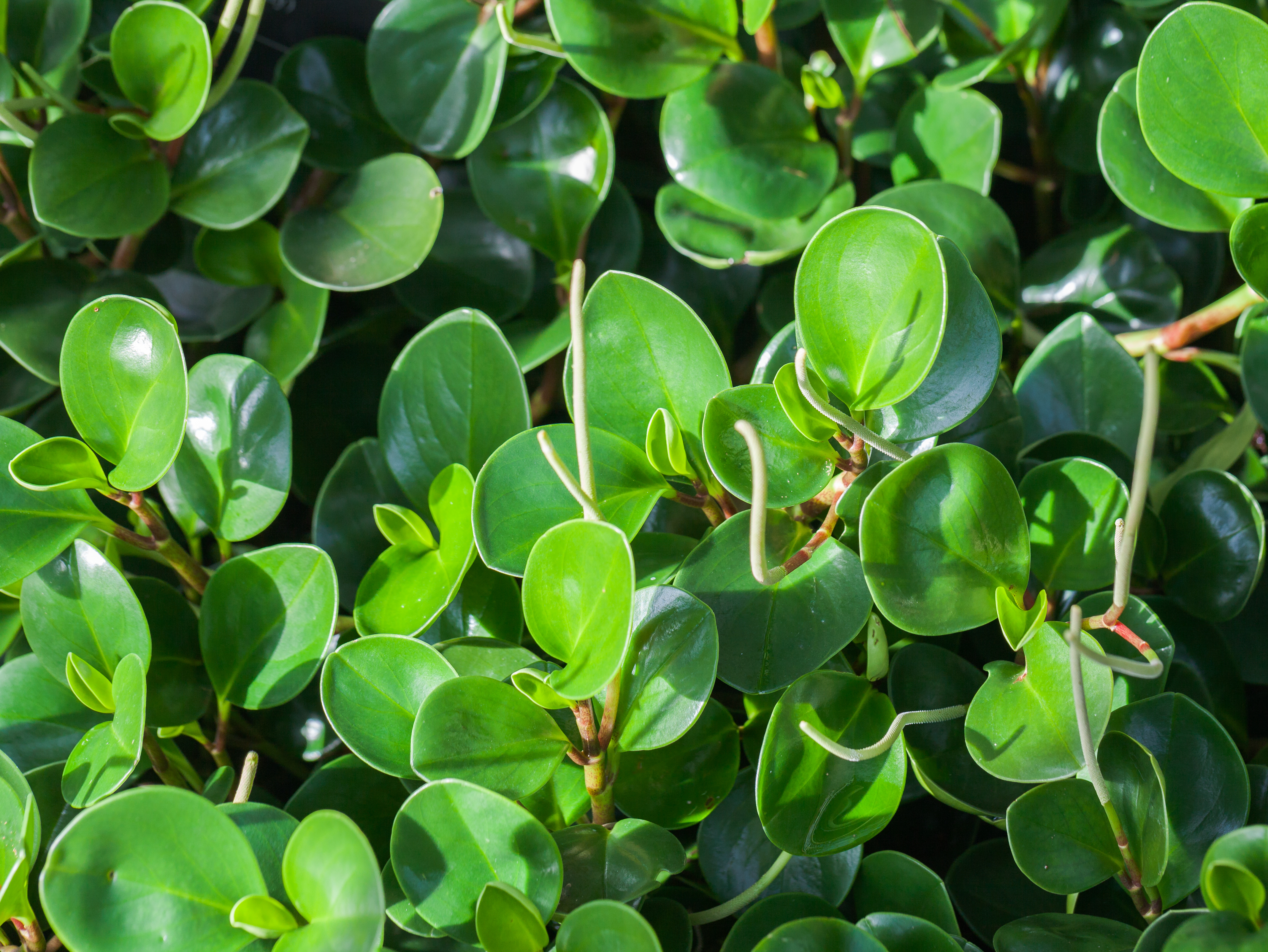
P. obtusifolia
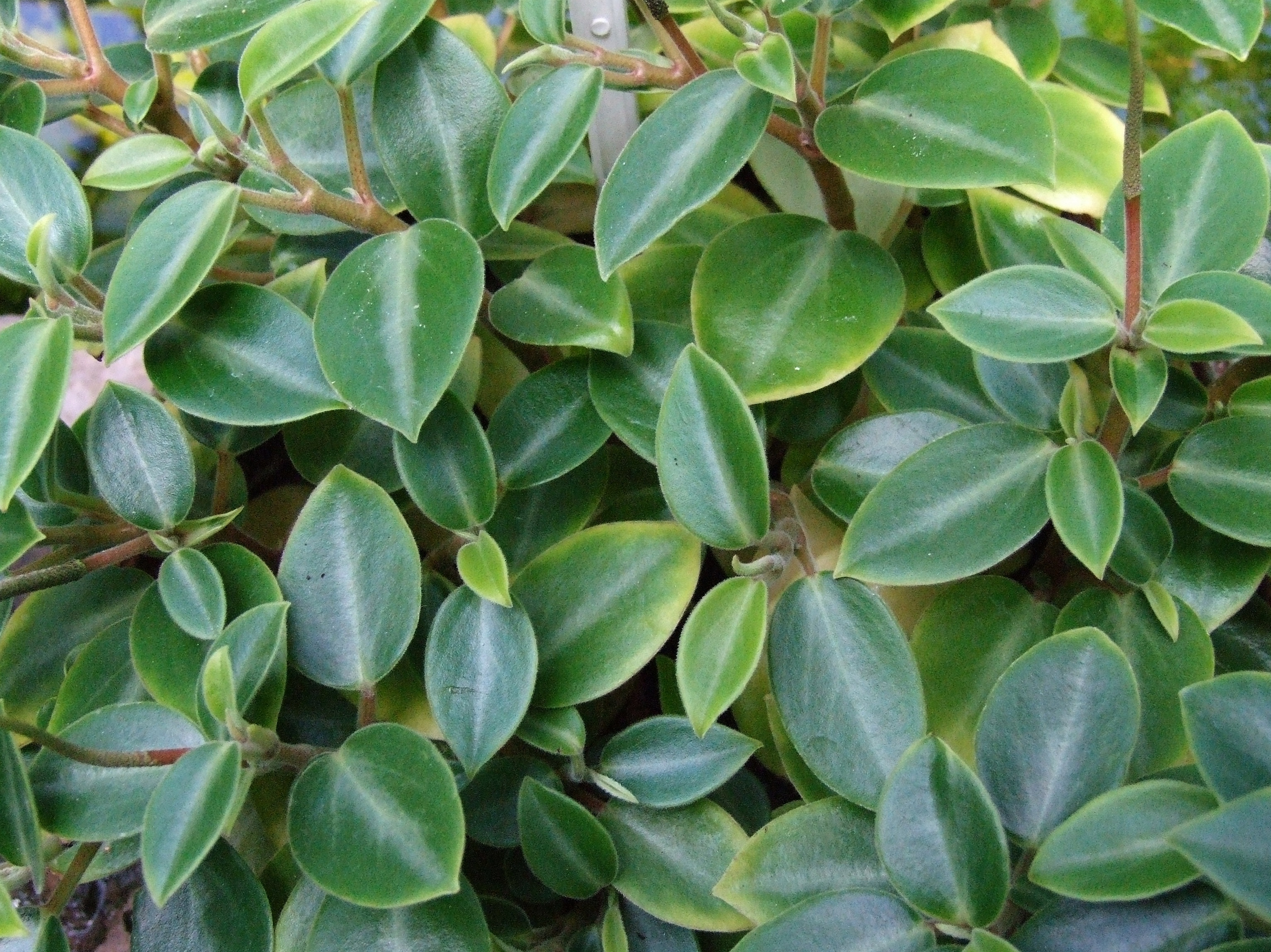
P. orba
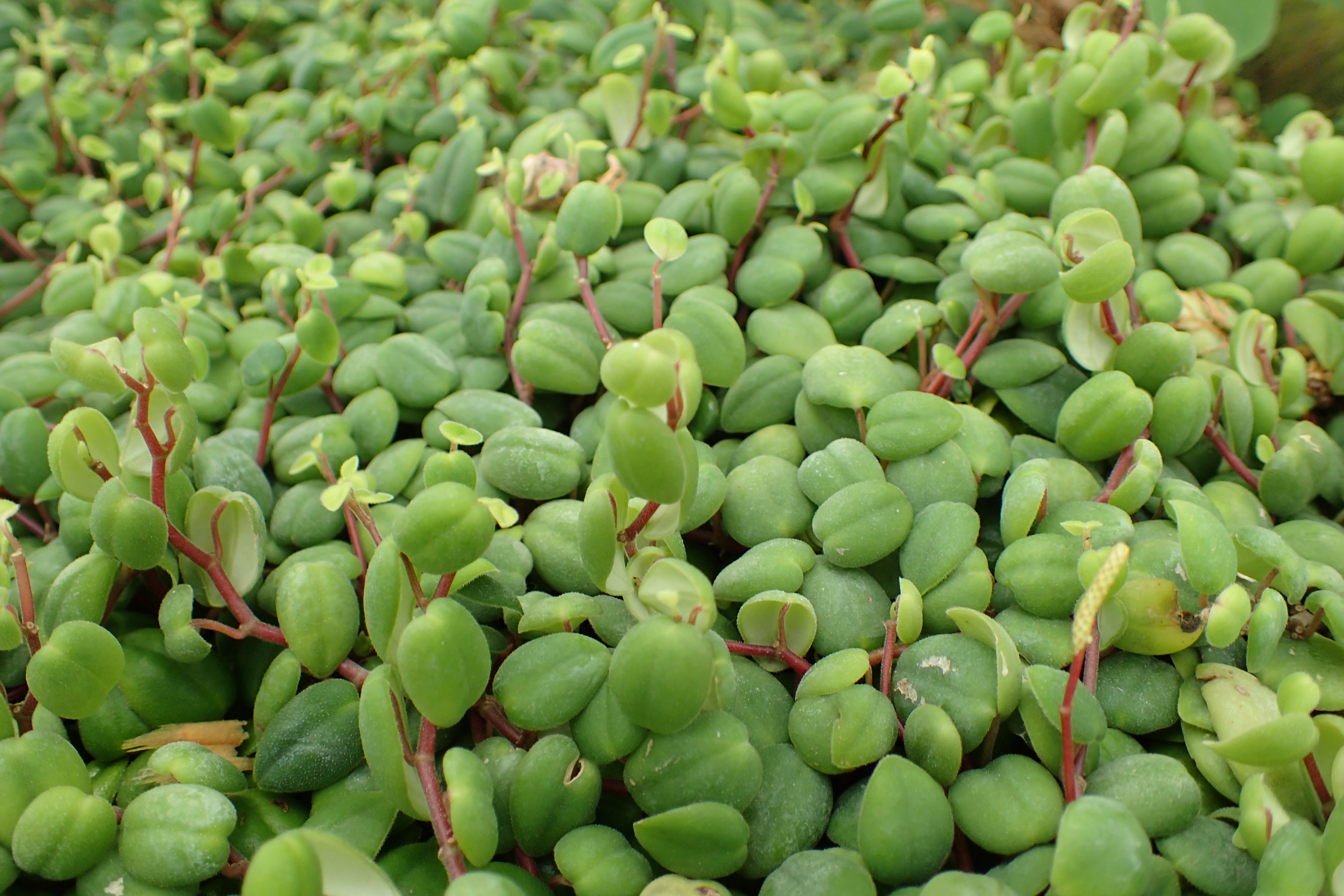
P. perciliata
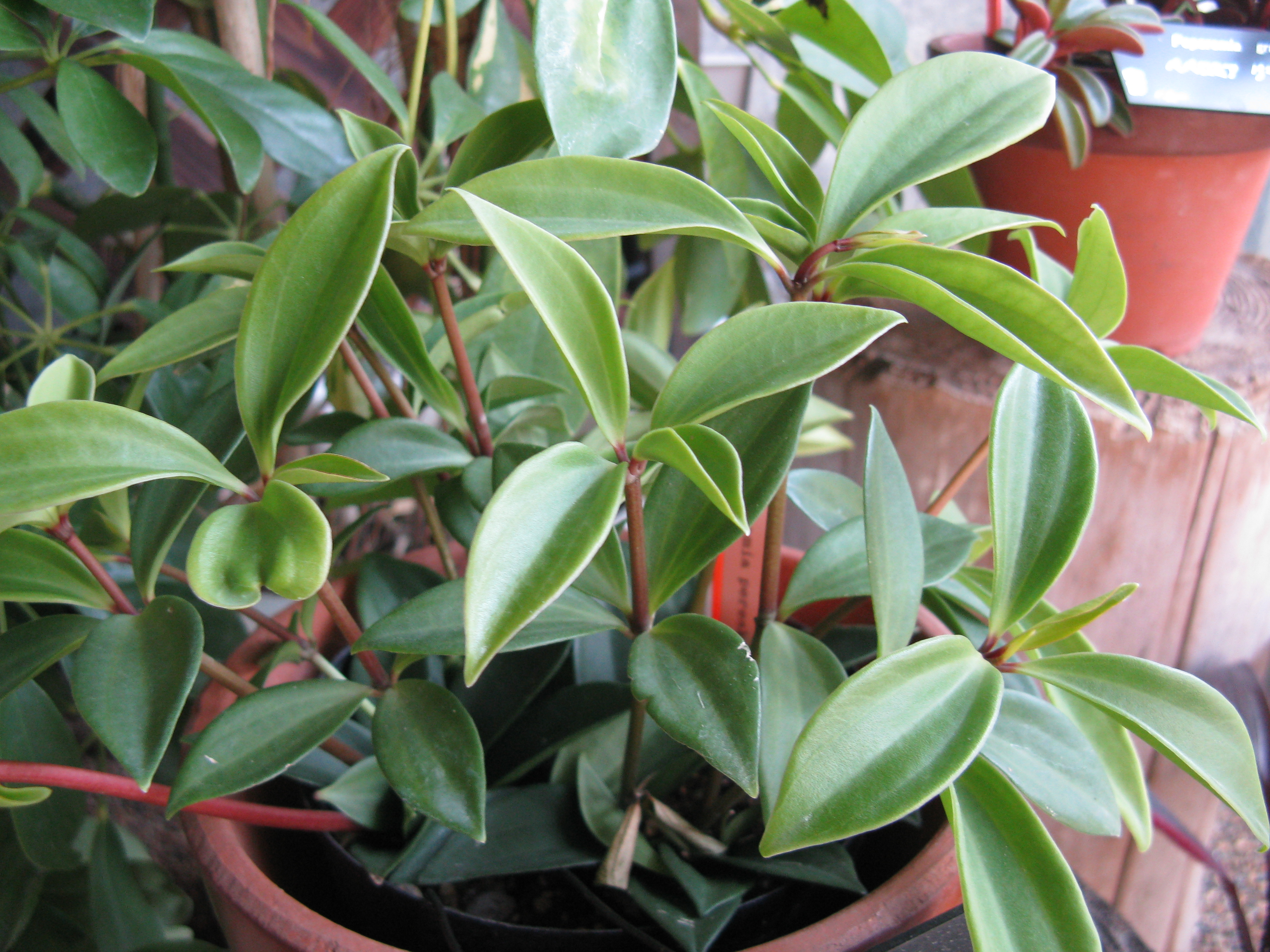
P. pereskiifolia
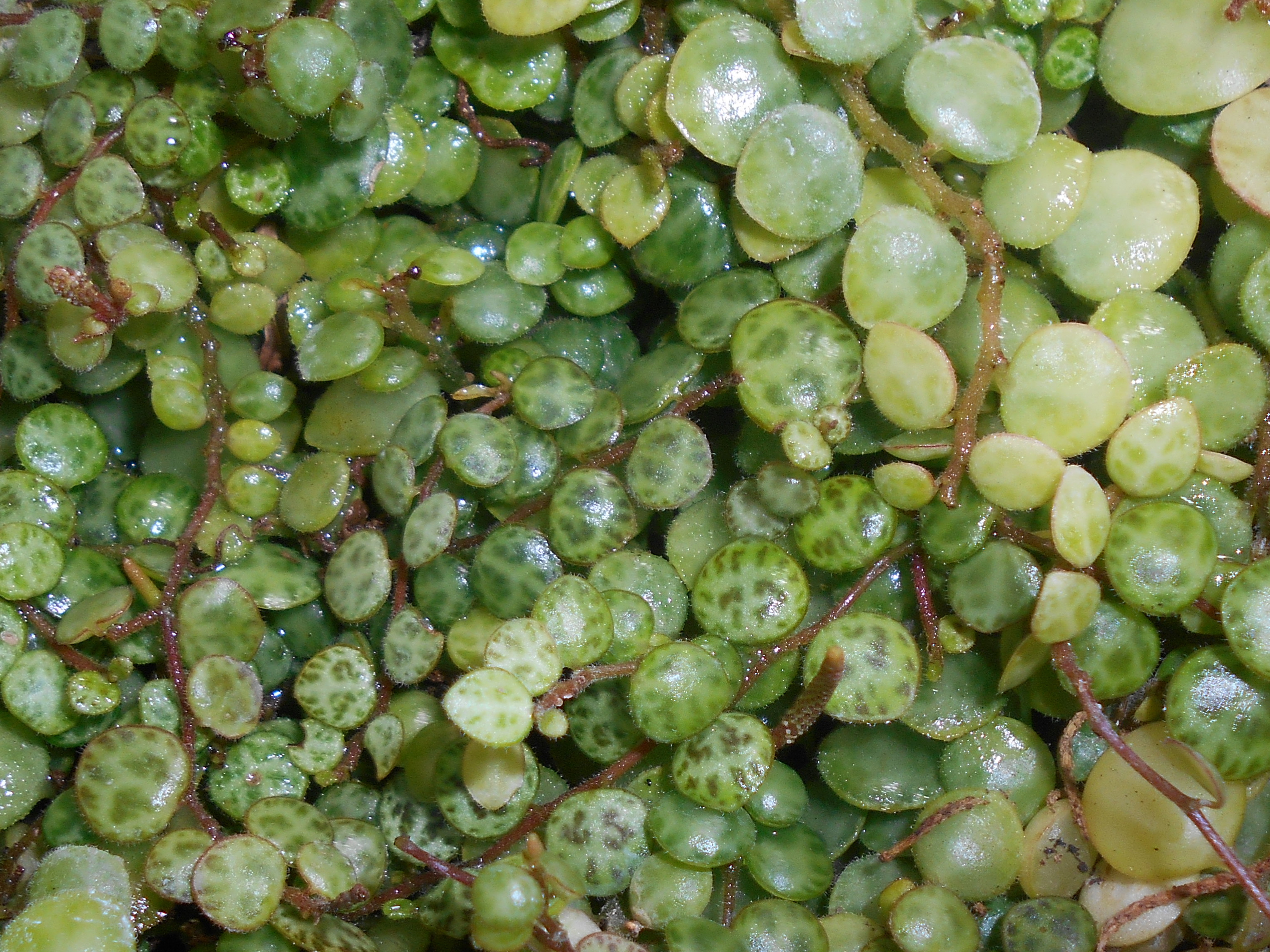
P. prostrata
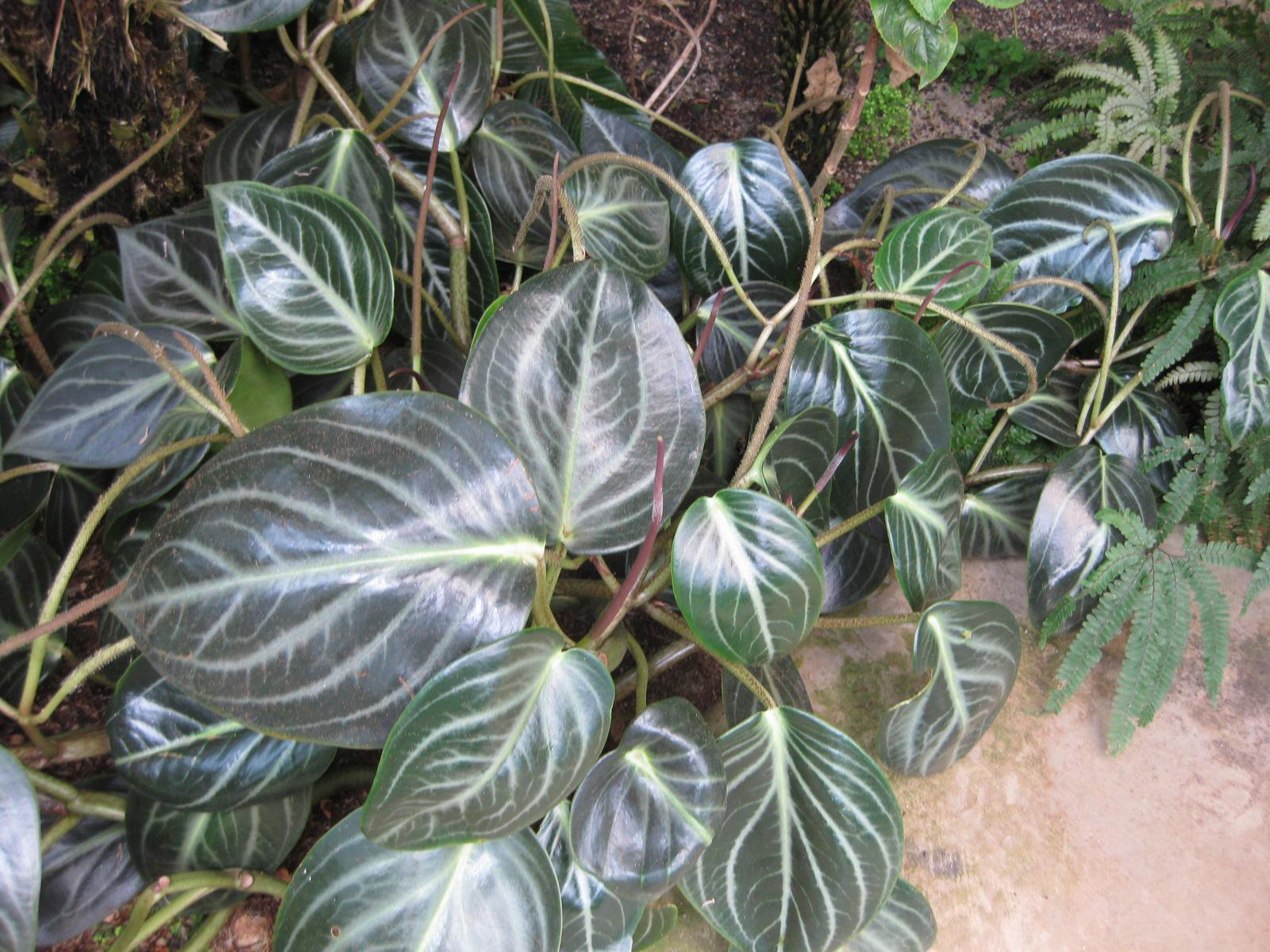
P. pseudovariegata
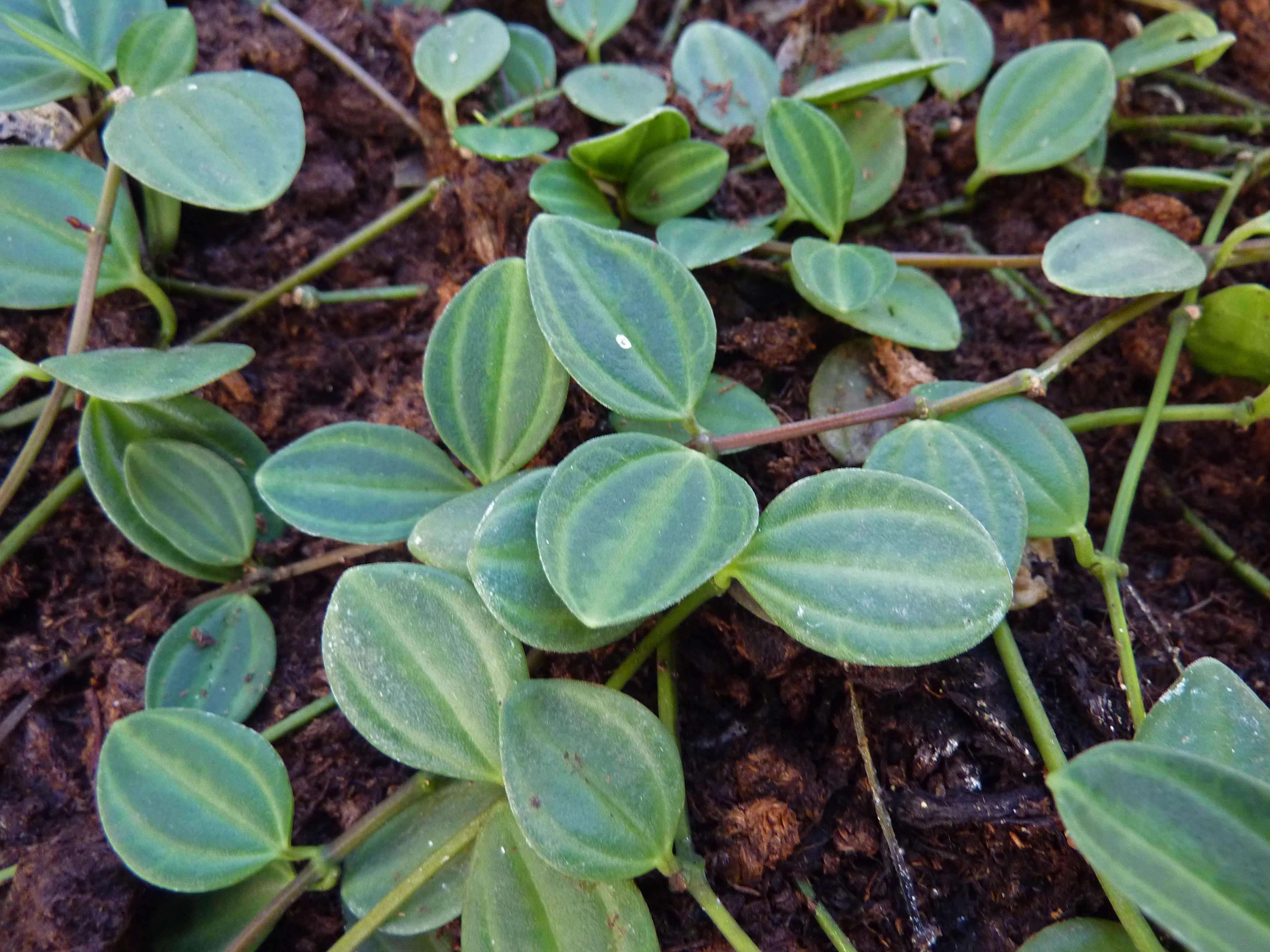
P. quadrangularis
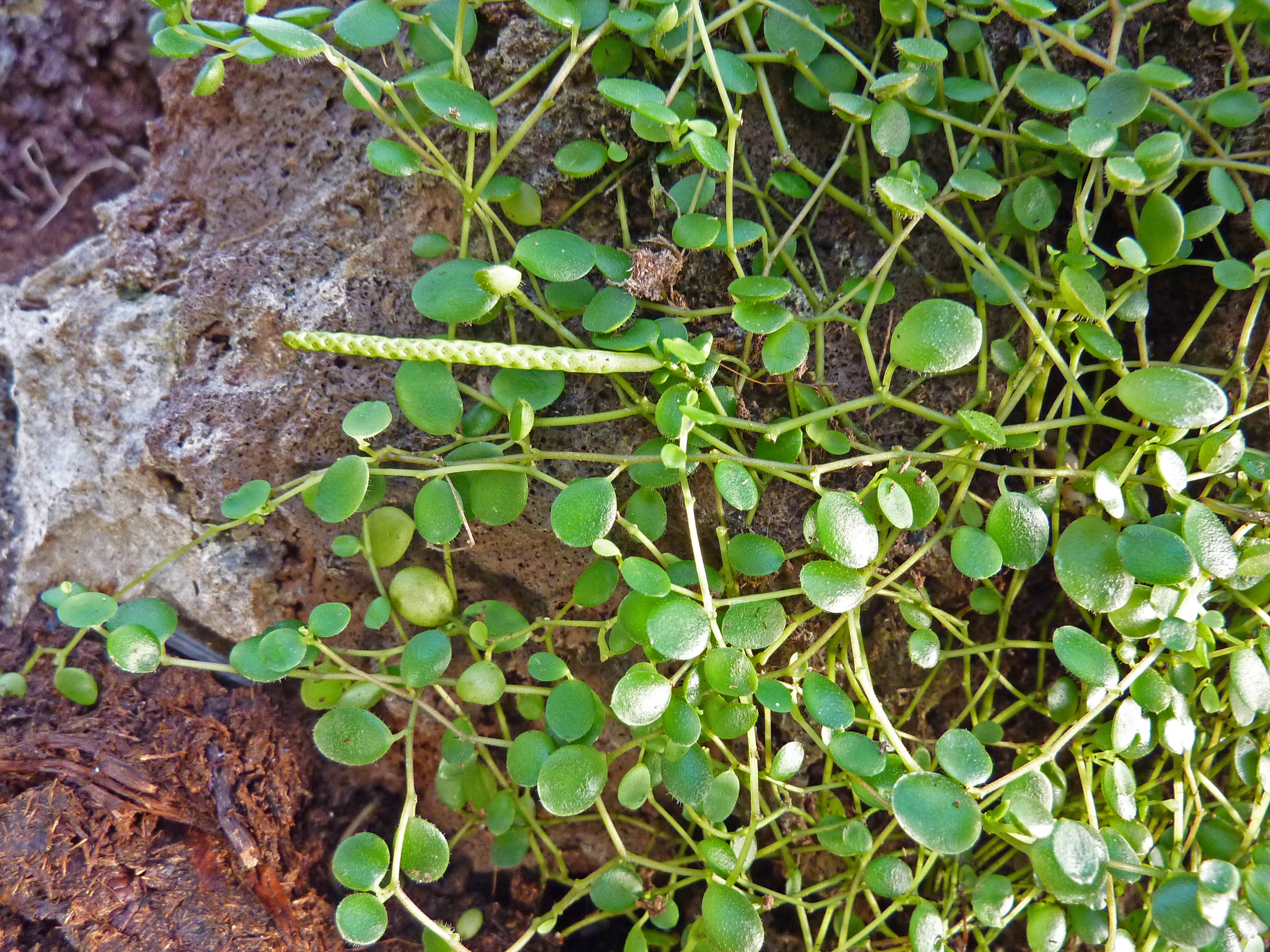
P. rotundifolia
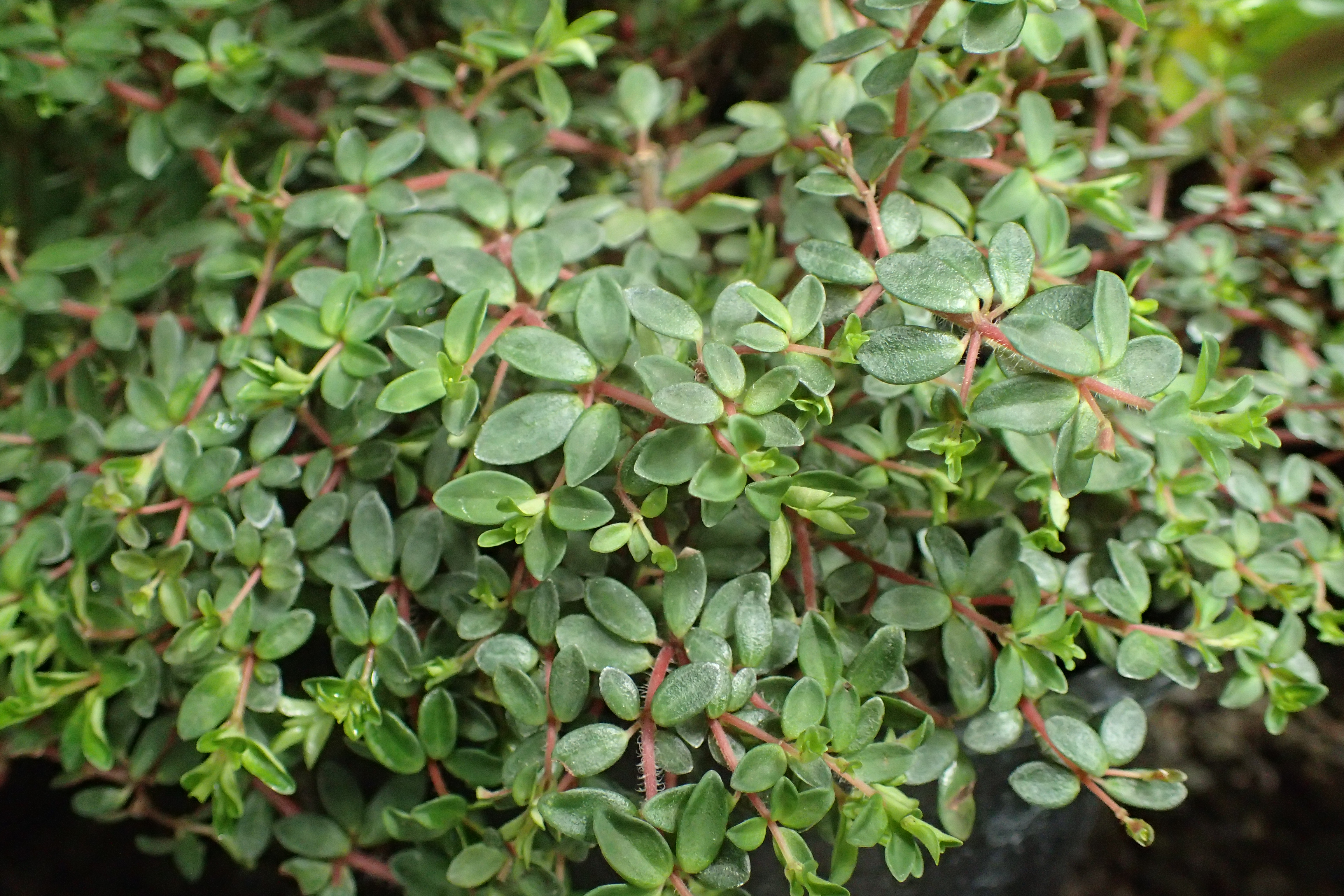
P. rubella
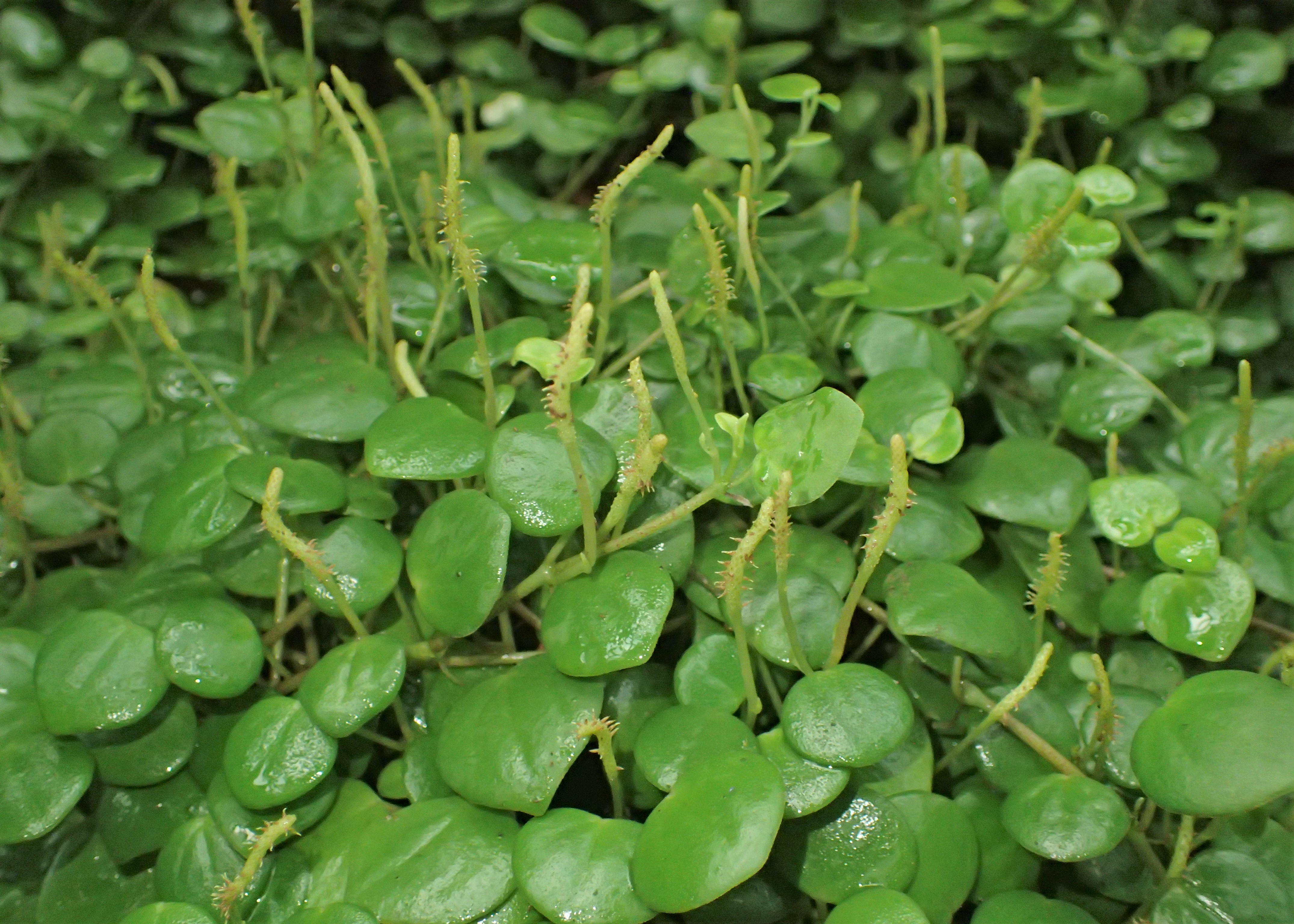
P. serpens
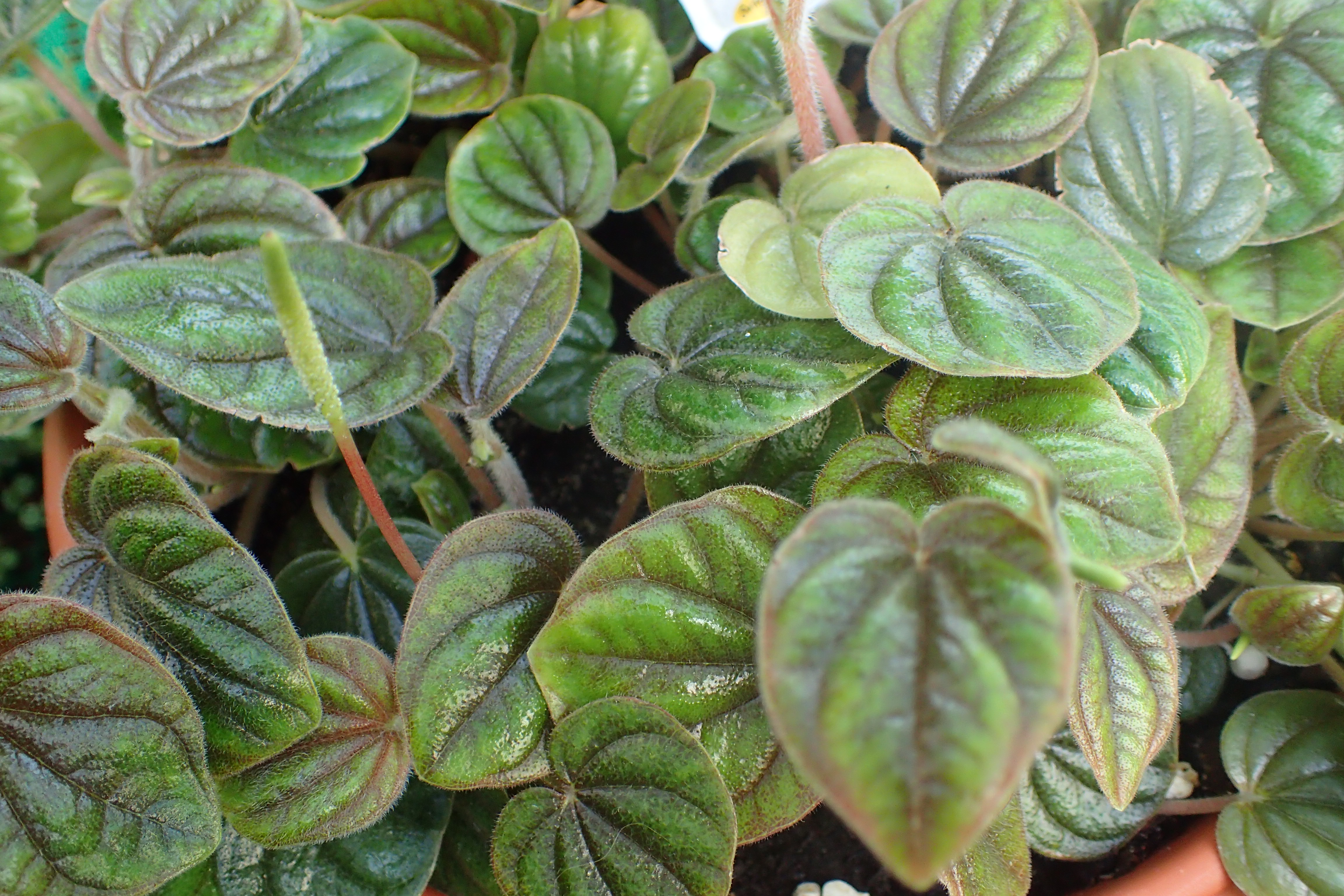
P. stolonifera
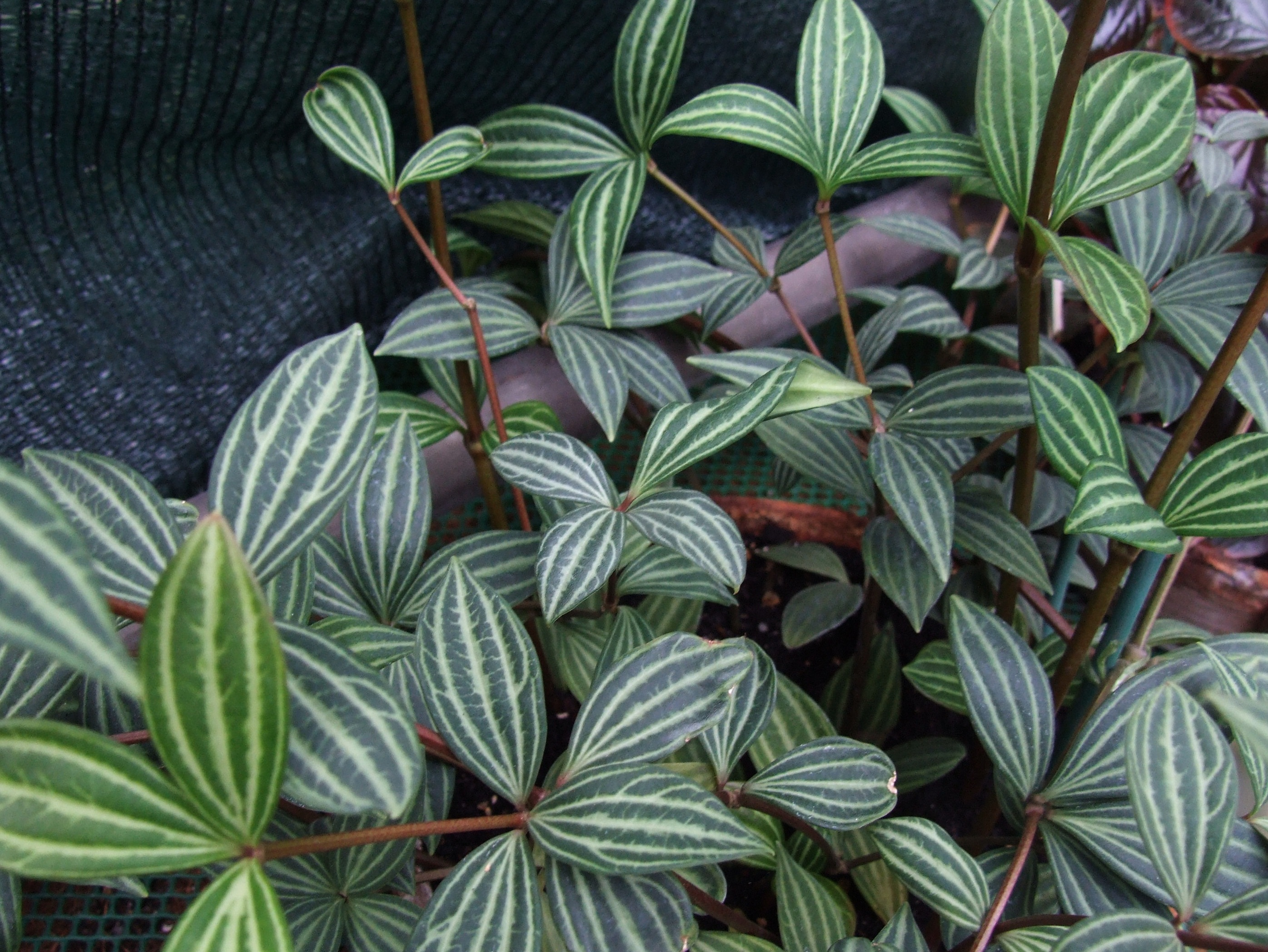
P. tetragona
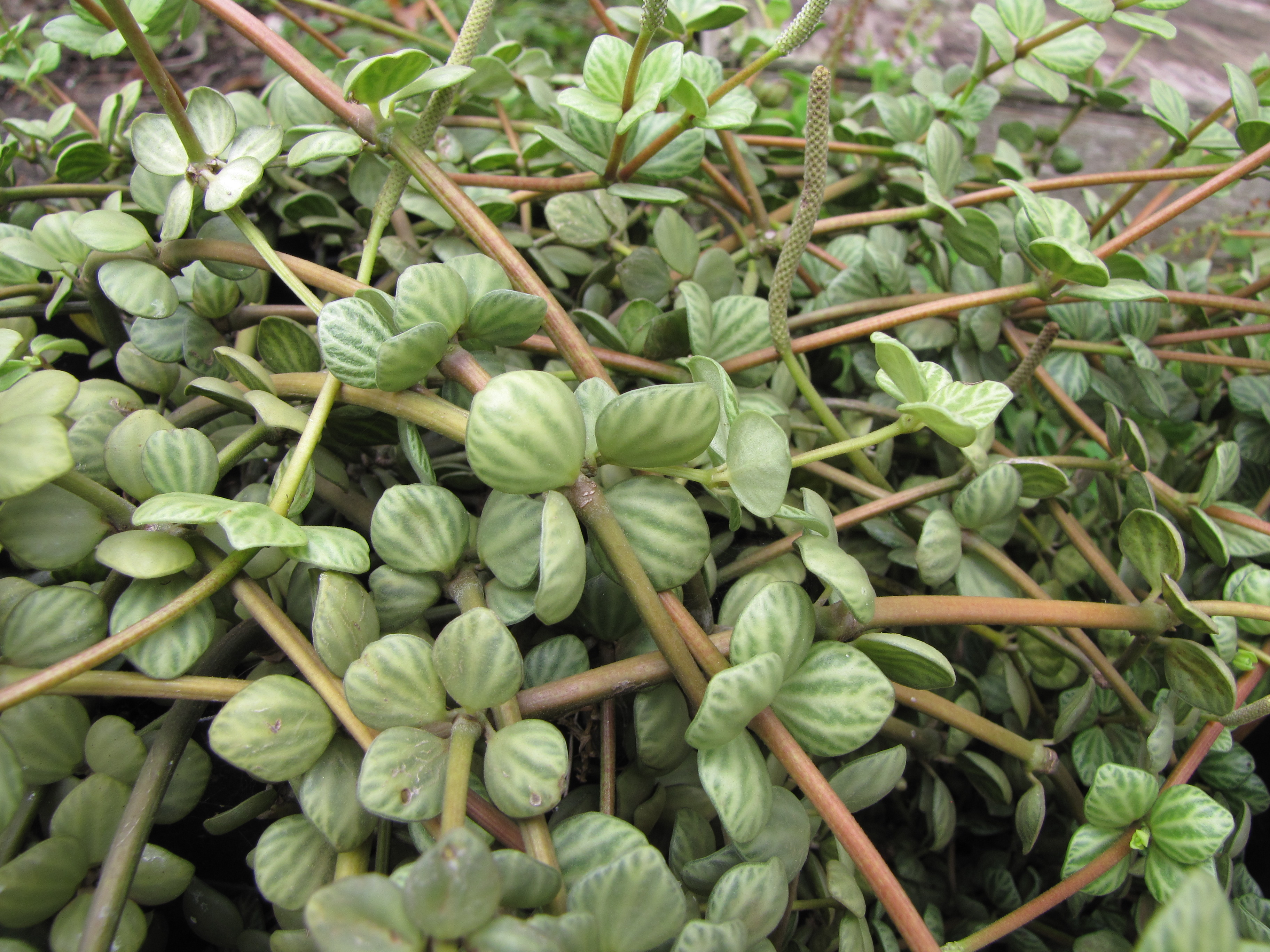
P. tetraphylla
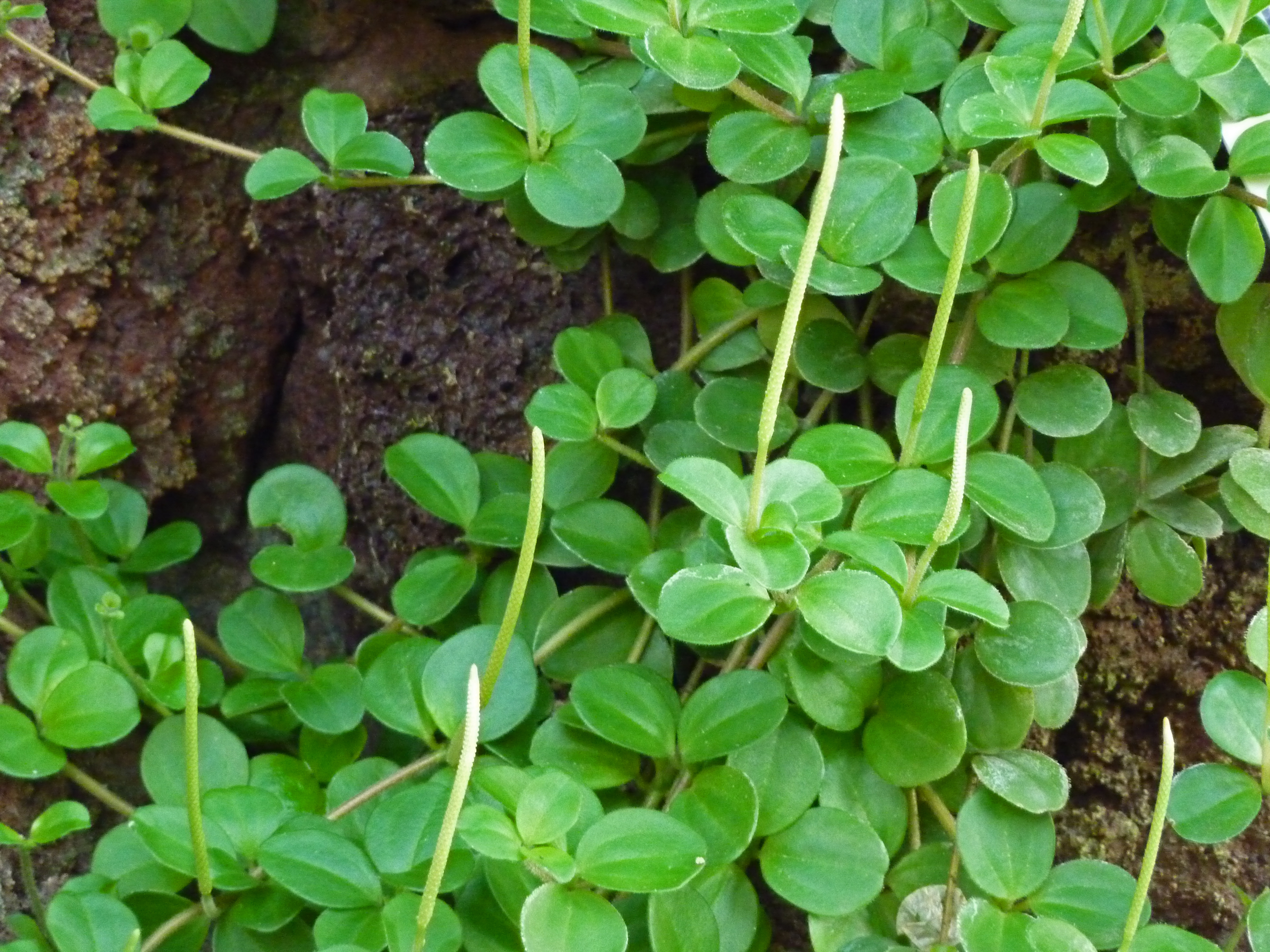
P. trifolia
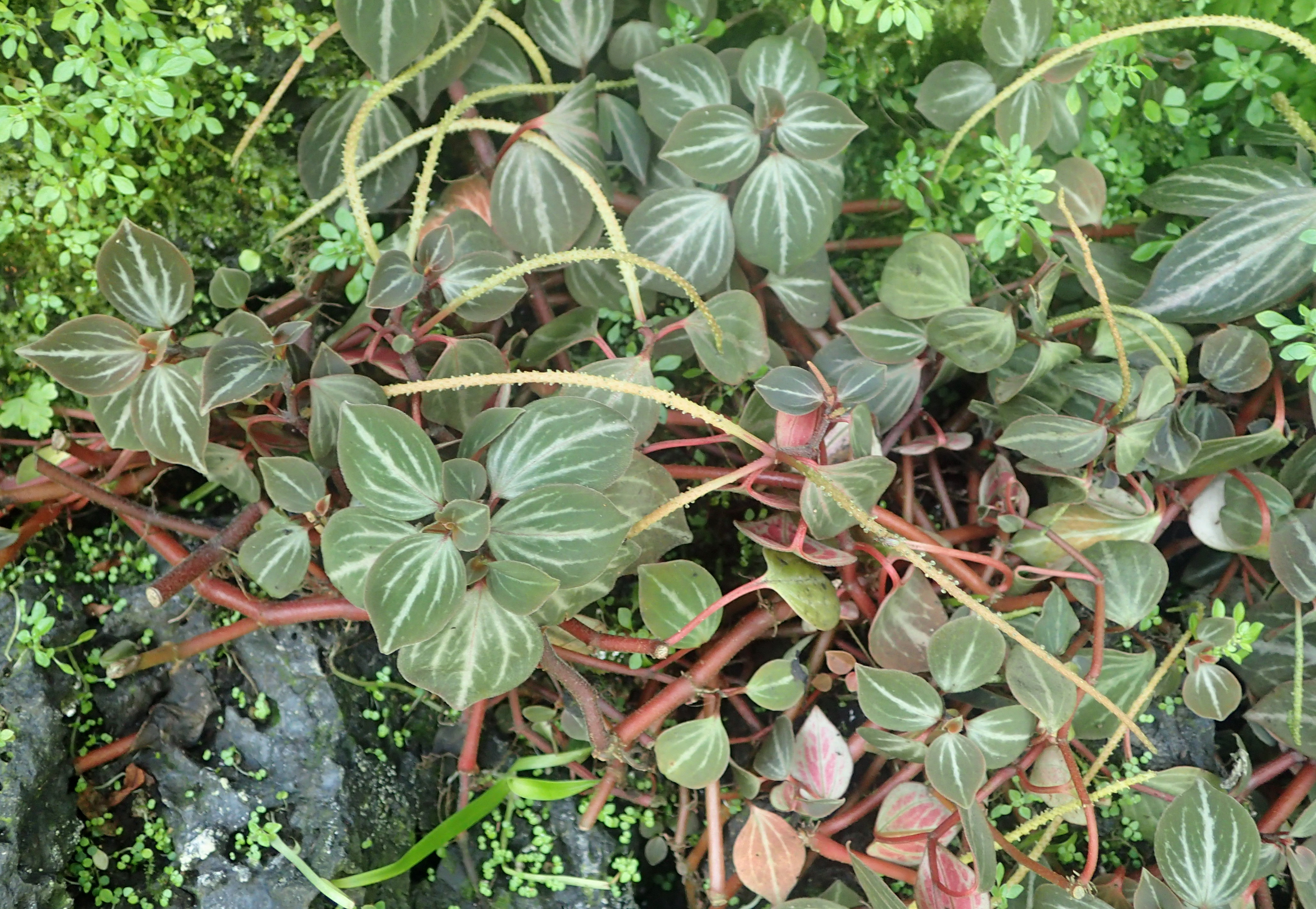
P. trinervis
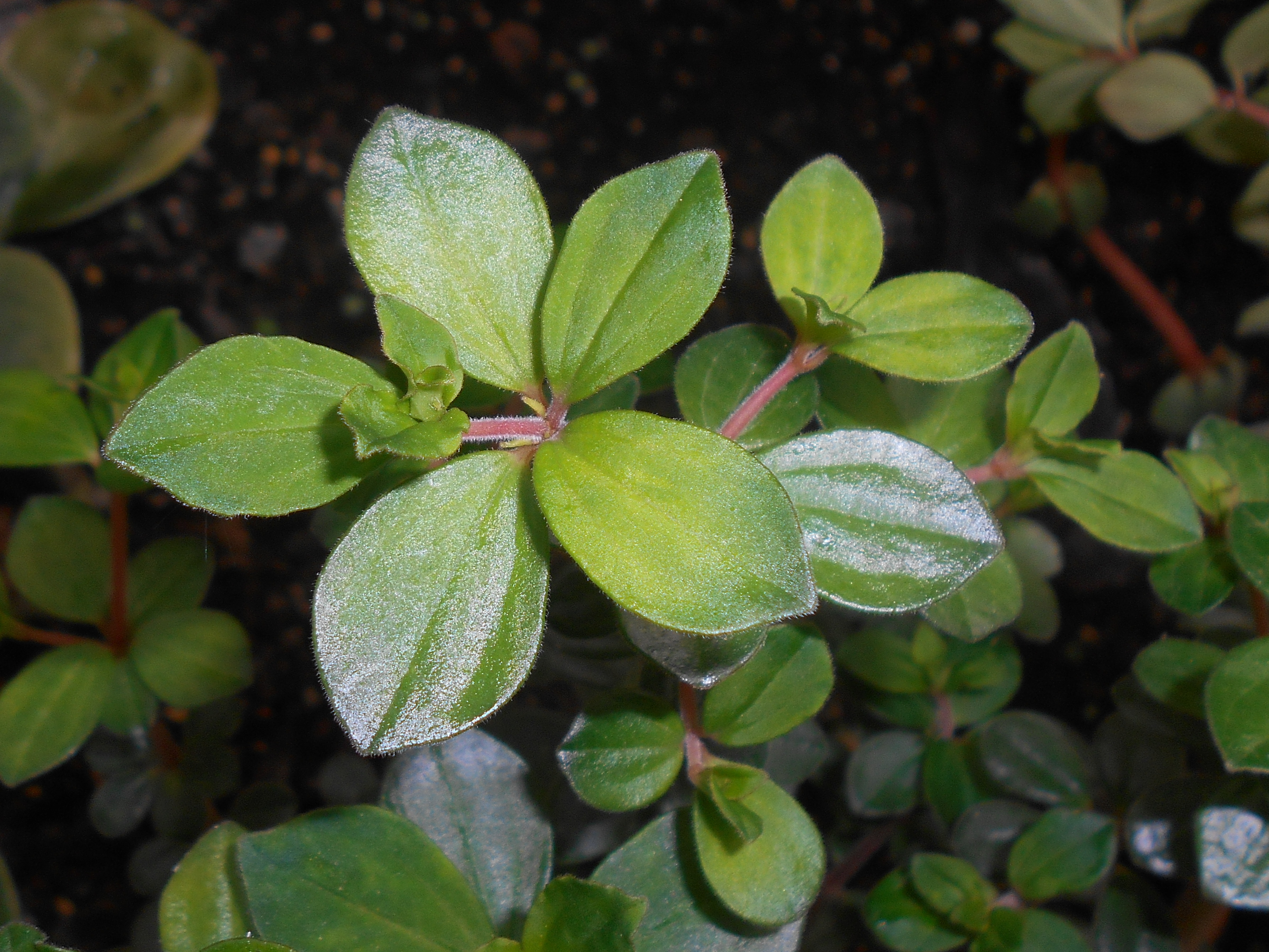
P. verticillata
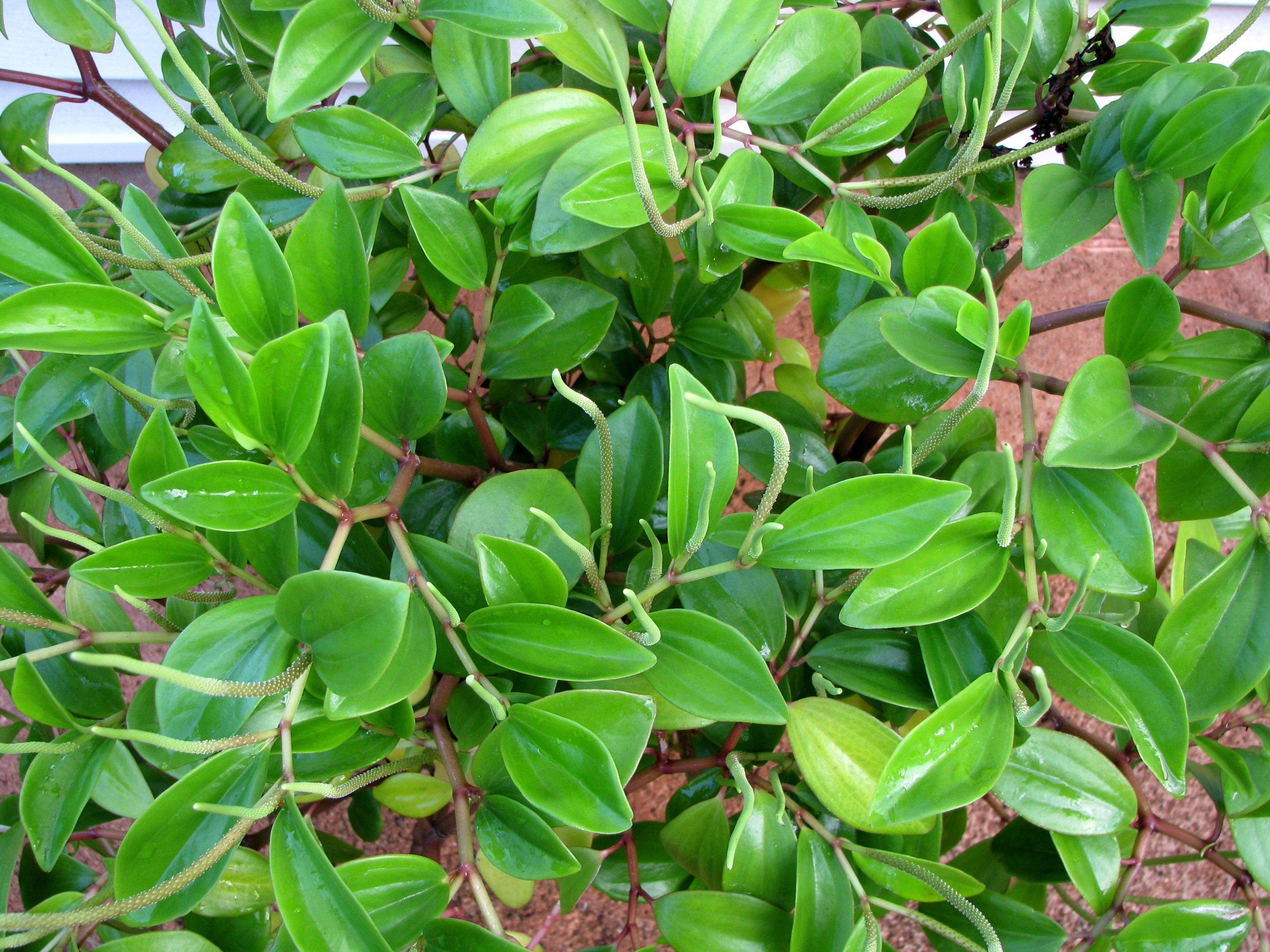
P. wheeleri

## Uprawa
Rośliny trudne w uprawie, ale przy pewnej wprawie i staraniu możliwe do uprawy w warunkach mieszkaniowych. 
- Podłoże. Najlepsza jest żyzna, próchniczna ziemia kwiatowa z dodatkiem piasku, o lekko kwaśnym odczynie. Ciężkie gliniaste gleby są nieodpowiednie. Na dnie doniczki powinien być drenaż.
- Wilgotność.  Podlewa się rzadko; w lecie co 10 dni, zimą co 14–18 dni, koniecznie wodą bezwapienną. Wymagają jednak dużej wilgotności powietrza, szczególnie gdy jest ciepło. Można ustawić doniczkę na podkładzie ze stale wilgotnego torfu.
- Światło. Nie muszą stać w pełnym słońcu,  wystarczy im średnie oświetlenie. W pełnym słońcu blakną im liście lub różowieją. Natomiast zimą, gdy w naszym klimacie oświetlenie jest słabe, powinny stać blisko okna.
- Temperatura.  W lecie nie powinna przekroczyć 24 °C, w zimie nie powinna być niższa niż 16 °C.
- Nawożenie.  W lecie należy co 2 tygodnie nawozić rozcieńczonym płynnym nawozem wieloskładnikowym. Są wrażliwe na przenawożenie, przenawożone łatwo gubią liście i przestają rosnąć.
- Rozmnażanie. Niektóre gatunki po 2–3 latach uprawy stają się nieładne i należy je odnowić przez ukorzenienie nowej sadzonki. Sadzonki wykonuje się wiosną z pędu wierzchołkowego o długości ok. 2,5 cm. Po zanurzeniu w ukorzeniaczu sadzi się je do piasku lub ziemi liściowej, przykrywa folią i trzyma w temperaturze ok. 18 °C. Niektóre gatunki można w prosty sposób rozmnożyć przez podział rozrośniętej kępy.
- Zabiegi uprawowe. Zakurzone liście czyści się przez ścieranie wilgotną szmatką (u gatunków o dużych i gładkich liściach) lub przez spryskiwanie letnią wodą (u gatunków o drobnych i delikatnych liściach). Nie wymagają cięcia. Przesadza się tylko, gdy już bardzo się rozrosną.
- Przyczyny niepowodzeń w uprawie. Najczęstszą przyczyną niepowodzeń w uprawie tych roślin jest nadmierne podlewanie, powodujące gnicie liści. Choroby grzybowe atakują je rzadko, ze szkodników czasami mogą pojawić się wełnowce (w kątach liści pojawia się biała, lepka substancja) – usuwa się je patyczkiem z watą nasyconą denaturatem. Można je też zwalczać preparatami owadobójczymi. Mogą je też atakować bardzo drobne (ok. 0,2 mm) roztocza, zwane przędziorkami. Objawem ich masowego wystąpienia jest pajęczynka pod liśćmi, żółknięcie i opadanie liści. Zwalcza się je opryskiwaniem systemicznymi (wnikającymi do rośliny) środkami przędziorkobójczymi.

(na podstawie „Pielęgnowanie roślin pokojowych”).